# История анархизма
Исто́рия анархи́зма неоднозначна, из-за того, что учёным сложно определить или договориться о том, что означает анархизм, затрудняя изложение его истории. Широкий взгляд на определение анархизма говорит, что анархические черты существовали задолго до появления первых цивилизаций. Более узкий, что анархизм — это отдельное, чётко определённое движение XIX и XX веков.

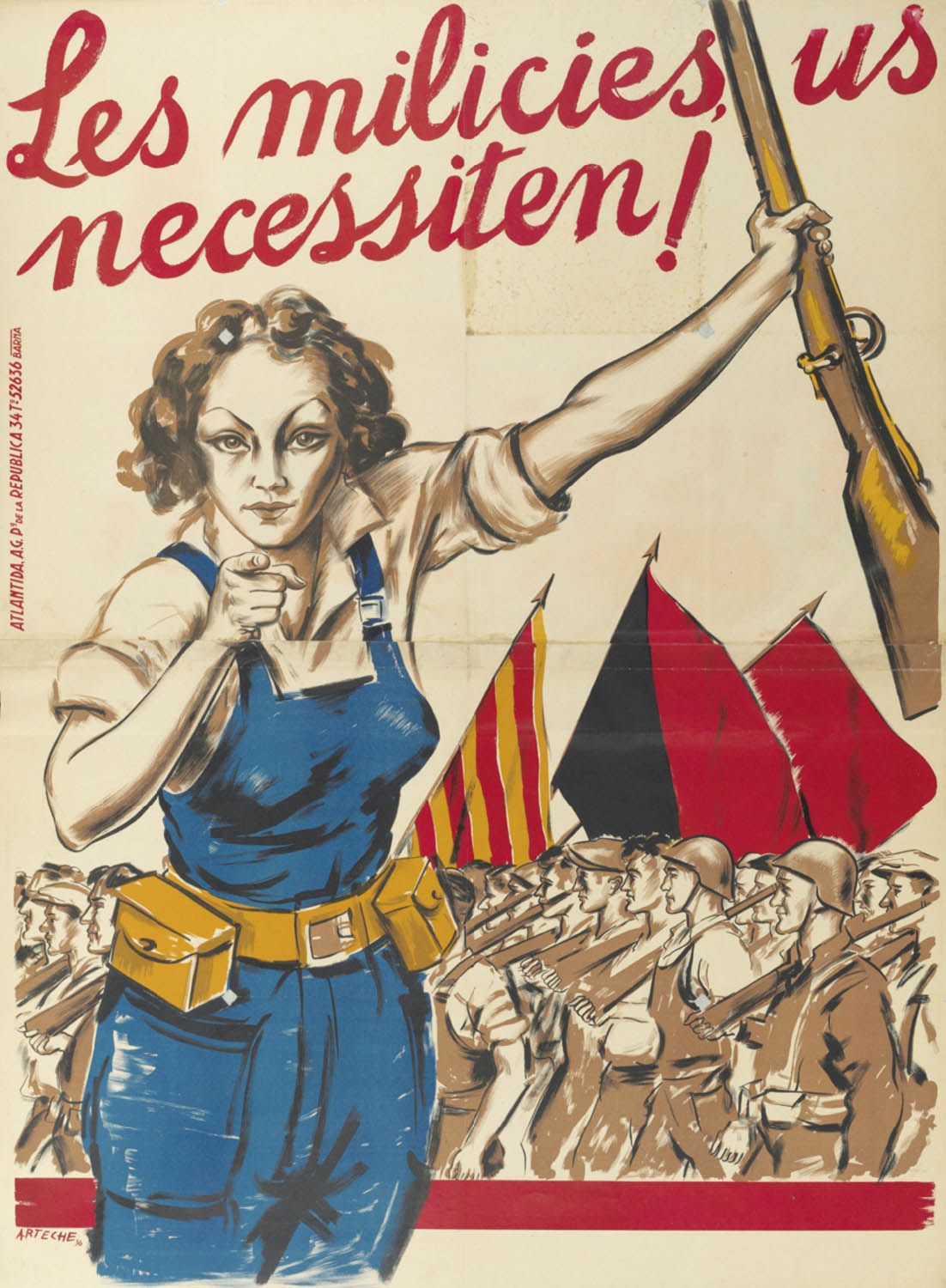
Мы нужны повстанцам! Анархистский агитационый плакат Революционной Каталонии, 1936 год

Доисторическое общество существовало без формальной иерархии, что некоторые антропологи называют сходством с анархизмом. Первые следы формальной анархистской мысли можно найти в Древней Греции и Китае, где многочисленные философы ставили под сомнение необходимость государства и провозглашали моральное право человека на жизнь без принуждения. В Средние века некоторые религиозные секты исповедовали либертарную мысль, а эпоха Просвещения и сопутствующий ей подъём рационализма и науки ознаменовали собой зарождение современного анархистского движения.
Наряду с марксизмом, современный анархизм был важной частью рабочего движения в конце XIX века. Модернизм, индустриализация, реакция на капитализм и массовая миграция способствовали расцвету и распространению анархизма по всему миру. По мере роста анархизма как общественного движения возникли основные анархистские школы мысли, в частности анархо-коллективизм, анархо-коммунизм, анархо-синдикализм и индивидуалистический анархизм. По мере роста рабочего движения увеличивался и раскол между анархистами и марксистами. Два течения формально разделились на пятом конгрессе Первого Интернационала в 1872 году. Анархисты с энтузиазмом участвовали в русской революции, но как только большевики установили свою власть, анархистские движения, в первую очередь махновщина и Кронштадтское восстание, были жестоко подавлены.
Анархизм сыграл исторически заметную роль во время гражданской войны в Испании, когда анархисты создали анархистскую территорию в Каталонии. Революционная Каталония была организована по анархо-синдикалистскому образцу, с профессиональными профсоюзами в городах и коллективизированным сельским хозяйством в стране, но закончилась поражением анархистов от фашистов.
В 1960-х годах анархизм вновь стал глобальной политической и культурной силой, особенно в связи с «новыми левыми». С тех пор анархизм оказывает влияние на общественные движения, выступающие за личную автономию и прямую демократию. Он также сыграл важную роль в движении антиглобализации, революции сапатистов и революции в Рожаве.

## Проблема определения
Существуют некоторые разногласия по поводу определения анархизма и, следовательно, его истории. Одна группа учёных считает анархизм строго связанным с классовой борьбой. Другие считают этот взгляд слишком узким. В то время как первая группа рассматривает анархизм как явление, возникшее в XIX веке, вторая группа обращается к древней истории, чтобы проследить корни анархизма. Философ-анархист Мюррей Букчин описывает анархизм, как преемственность «наследия свободы» человечества, то есть революционных моментов, которое существовало на протяжении всей истории, в противоположность «наследию господства», которое состоит из государств, капитализма и других организационных форм.
Три наиболее распространенные формы определения анархизма: «этимологическая» от греческого an-archei, то есть общество «без правителя», но анархизм — это не просто отрицание власти; «антигосударственная», то есть движение направленное против государства, которое является ключевым, но оно не описывает сути анархизма; и «антиавторитарное» определение — отрицание любого вида власти, но что слишком упрощает анархизм. Наряду со спорами об определении, вопрос о том, является ли анархизм философией, теорией или серией действий, усложняет проблему. Профессор философии Алехандро де Агоста предлагает считать анархизм «децентрализованной федерацией философий, а также практик и образа жизни, сформировавшихся в различных сообществах и утверждающих различные геоистории».

## Предшественники

### Доисторическая эпоха и Древний мир
Многие исследователи анархизма, в том числе антропологи Гарольд Баркли и Дэвид Грэбер, утверждают, что анархия в той или иной форме возникла ещё в доисторические времена. Самый длительный период существования человечества, предшествовавший зафиксированной истории человеческого общества, был без отдельного класса установленной власти или формальных политических институтов. Задолго до появления анархизма, как отдельной перспективы, люди тысячелетиями жили в самоуправляющихся обществах без особого правящего или политического класса. Только после возникновения иерархических обществ анархические идеи были сформулированы как критический ответ и отказ от принудительных политических институтов и иерархических социальных отношений.
Даосизм, развивавшийся в Древнем Китае, некоторые учёные связывают с анархистской мыслью. Даосские мудрецы Лао Цзы и Чжуан Чжоу, чьи принципы основывались на «антиполитической» позиции и отказе от любого участия в политических движениях или организациях, разработали философию «неуправления» в Дао дэ цзин и Чжуанцзы. Даосы стремились жить в гармонии с природой. Продолжаются споры о том, является ли призыв к правителям не править анархической целью. Новое поколение даосских мыслителей с анархическими взглядами появилось в хаотический период Вэй-цзинь. Даосизм и неодаосизм имели принципы, более схожие с философским анархизмом — попыткой делегитимизировать государство и поставить под сомнение его мораль; и устанавливая пацифистскую школу мысли, в отличие от их западных аналогов, появившихся несколькими столетиями позже.

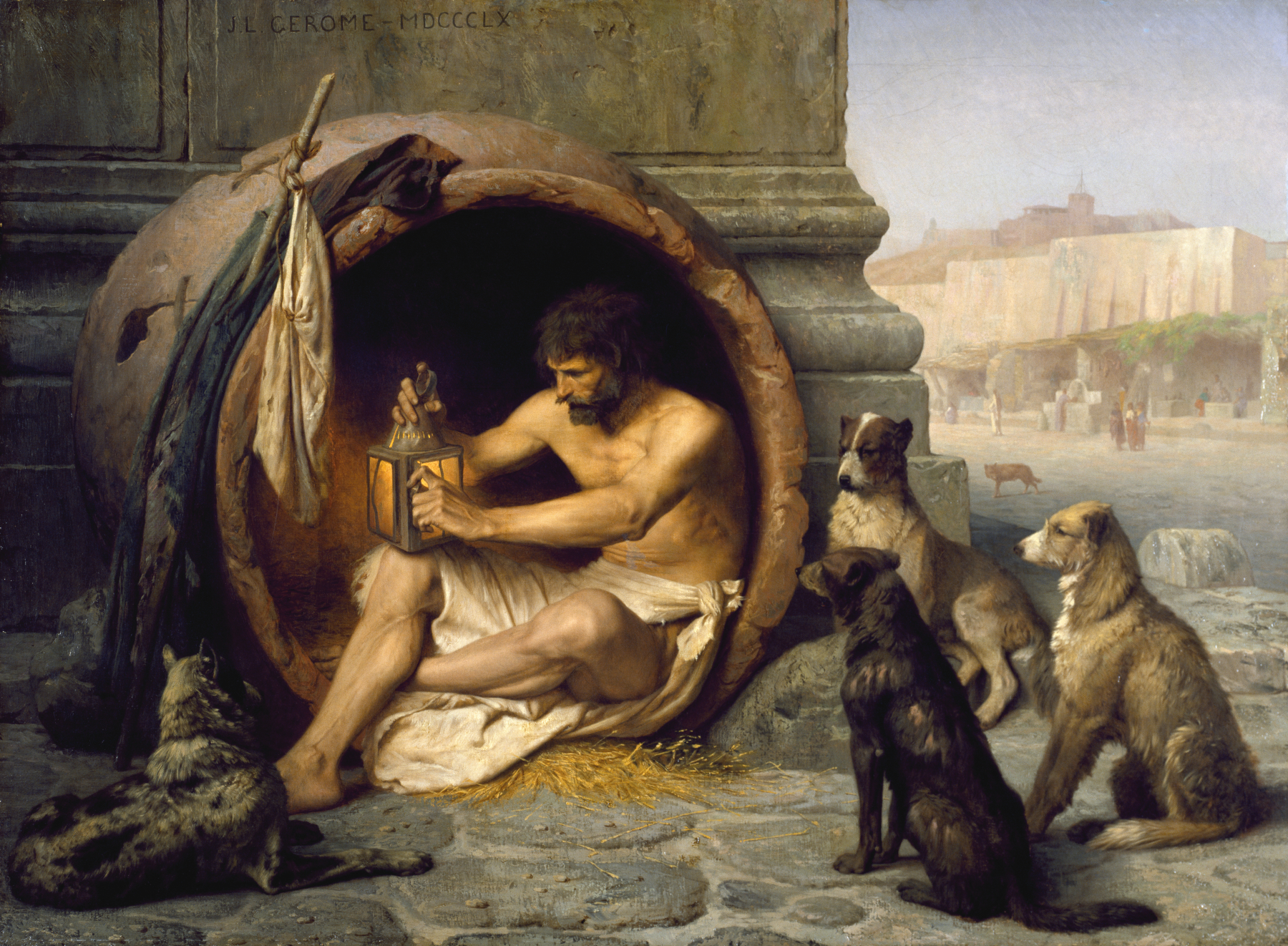
Диоген Синопский выступал за анархические формы общества. Картина Диоген художника Жан-Леон Жерома, 1860 год

Некоторые убеждения и идеи, которых глубоко придерживаются современные анархисты, были впервые высказаны в Древней Греции. Первое известное политическое употребление слова «анархия» (др.-греч. ἀναρχία) появилось в пьесах Эсхила и Софокла в V веке до нашей эры. В Древней Греции также появились первые западные примеры анархии как философского идеала, в основном, но не только, у киников и стоиков. Предполагается, что киники Диоген Синопский и Кратет Фиванский выступали за анархические формы общества, хотя от их трудов мало что осталось. Их наиболее значительным вкладом был радикальный подход к номосу (закону) и фисису (природе). В отличие от остальной греческой философии, стремившейся гармонично сочетать номос и фисис, киники отвергали номос и, как следствие: власти, иерархии, установления и моральный кодекс полиса, пропагандируя образ жизни, основанный исключительно на фисисе. Зенон Китийский, основатель стоицизма, на которого оказали большое влияние киники, описал свое видение эгалитарного утопического общества около 300 года до нашей эры. В Республике Зенон отстаивает форму анархического общества, где нет необходимости в государственных структурах. Он утверждал, что хотя необходимое желание самосохранения ведет человека к эгоизму, природа внесла в него коррективы, снабдив человека другим желанием, а именно общительностью. Он считал, что если люди будут следовать желанию справедливости и общительности, то им не понадобятся ни суды, ни полиция, ни храмы и общественные богослужения, ни безденежные подарки, заменяющие денежные обмены.
Сократ выражал некоторые взгляды, подходящие для анархизма. Он постоянно подвергал сомнению власть, и в центре его философии стояло право каждого человека на свободу мысли. Аристипп — ученик Сократа и основатель гедонистической школы, утверждал, что не желает ни править, ни быть управляемым. Он видел в государстве опасность для личной автономии. Не все древние греки имели анархические наклонности. Другие философы, такие как Платон и Аристотель, использовали термин «анархия» в негативной связи с демократией, которую они считали уязвимой и склонной к тирании.

### Средние века

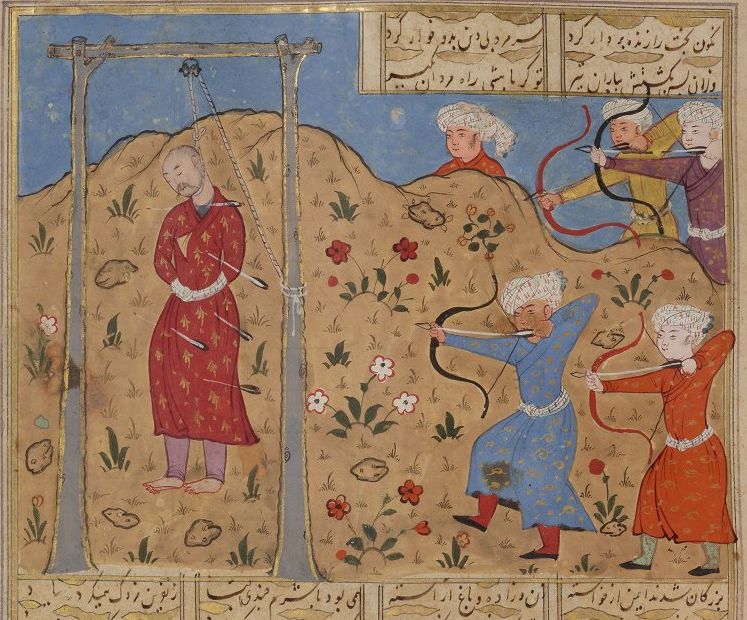
Казнь Маздака, предшественника анархизма на Ближнем Востоке, последователей которого постигла та же участь. Иллюстрация Шахнаме, 1100 год

В Персии в средние века зороастрийский пророк по имени Маздак, которого сейчас считают протосоциалистом, призывал к отмене частной собственности, свободной любви и свержению царя. Он и тысячи его последователей были убиты в 582 году, но его учение оказало влияние на исламские секты в последующие века. Анархические тенденции в исламе развились в Басре и Багдаде среди аскетов-мутазилитов и хириджитов надждии. Эта форма революционного ислама не была коммунистической или эгалитарной. Она не походила на современные концепции анархизма, но проповедовала, что государство вредно, нелегитимно, аморально и не нужно.
В Европе христианство влияло на все аспекты жизни. Братья Свободного Духа были наиболее ярким примером еретического вероучения, имевшего некоторые смутные анархические тенденции. Они придерживались антиклерикальных настроений и верили в полную свободу человека. Несмотря на то, что большинство их идей были индивидуалистическими, движение имело большое влияние на общество, провоцируя бунты и восстания в Европе в течение многих лет. Другие анархические религиозные движения в Европе в Средние века включали гуситов и адамитов.
По словам историка XX века Джеймса Джолла, существовало два диаметрально противоположных течения анархизма. Первое, возникшее в средние века анархистское религиозное движение подчеркивало фанатизм и аскетизм, выступало против существующей системы, закона и порядка. Анархические идеи, возникшие в XVIII веке, делали упор на разум и логику. Эти два направления мысли позже слились воедино, образовав движение, которое нашло отклик у широкой публики и также было полно противоречий.

### Ренессанс и ранее Новое время
С распространением эпохи Возрождения в Европе вновь возникли антиавторитарные и светские идеи. Самые выдающиеся мыслители, выступавшие за свободу, в основном французы, использовали идею утопии в своих произведениях, чтобы обойти строгую государственную цензуру. В романе Гаргантюа и Пантагрюэль (1532—1552 годы) Франсуа Рабле писал об аббатстве Телема (от койне θέλημα, «воля» или «желание») — воображаемой утопии, девизом которой было «Делай, что хочешь». Примерно в то же время французский студент-юрист Этьен де ла Боэти написал Рассуждение о добровольном рабстве, в котором утверждал, что тирания проистекает из добровольного подчинения и может быть отменена, если народ откажется подчиняться вышестоящим властям. Позже, во Франции, Габриэль де Фуаньи представил себе утопию со свободолюбивыми людьми без правительства и без необходимости в религии, о чём он писал в книге Южная земля, известная. За это женевские власти посадили де Фуаньи в тюрьму. Франсуа Фенелон также использовал утопию для выражения своих политических взглядов в книге Приключения Телемака, чем привел в ярость Людовика XIV.
Некоторые течения Реформации, например, радикальное реформаторское движение анабаптистов, которые иногда причисляют к религиозным предтечам современного анархизма. Хотя Реформация была религиозным движением и укрепляла государство, она также открыла путь гуманистическим ценностям Французской революции. Во время Гражданской войны в Англии христианский анархизм нашел одного из своих самых ярых сторонников в лице Джеррарда Уинстэнли, который был частью движения диггеров. Он опубликовал памфлет Новый закон праведности, в котором призывал к общинному владению и социально-экономической организации в небольших аграрных общинах. Опираясь на Библию, он утверждал, что «блага земли» должны быть «общими для всех» и «никто не должен быть господином над другими». Уильям Блейк, возможно, также придерживался анархической политической позиции.
В Новом Свете первым, кто использовал термин «анархия» для обозначения чего-то иного, чем хаос, был Луи-Арманд, барон де Лахонтан в своем труде Новые путешествия по Северной Америке 1703 года. Он описал общество коренных американцев, в котором не было государства, законов, тюрем, священников и частной собственности, как анархию.
Секта квакеров, в основном из-за их коллективного управления и социальных отношений, основанных на их убеждениях о «божественном духе», универсальном для всех людей, и абсолютном равенстве человечества, имела некоторые анархические тенденции; такие ценности, вероятно, повлияли на Бенджамина Такера, редактора и издателя индивидуалистического анархистского периодического издания Liberty.

## Ранний анархизм

### События XVIII века
Современный анархизм вырос из светской и гуманистической мысли эпохи Просвещения. Научные открытия, предшествовавшие Просвещению, вселили в мыслителей того времени уверенность в том, что человек может рассуждать самостоятельно. Когда природа была приручена с помощью науки, общество могло быть освобождено. На развитие анархизма большое влияние оказали работы Жана Меслье, барона д’Ольбаха, чьё материалистическое мировоззрение впоследствии нашло отклик у анархистов, и Жан-Жака Руссо, особенно в его Рассуждения о неравенстве и аргументы в пользу моральной значимости свободы. Руссо утверждал доброту в природе людей и считал государство в основе своей деспотичным. Влияние также оказало сочинение Дени Дидро Дополнение к путешествию Бугенвиля.

Штурм Бастилии вдохновил несколько поколений анархистов. Картина Штурм Бастилии Жан-Пьера Уэля, 1789 год

Французская революция стала вехой в истории анархизма. Применение революционного насилия массами будет привлекать анархистов последующих веков, а такие события, как Марш женщин на Версаль, штурм Бастилии и бунт в Ревейоне, будут рассматриваться как революционный архетип. Анархисты стали идентифицировать себя с Бешеными, которые выражали требования санкюлотов, то есть простолюдинов, выступавших против революционного правительства как противоречия в терминах. Осуждая якобинскую диктатуру, Жан Варле писал в 1794 году, что «правительство и революция несовместимы, если только народ не желает, чтобы его власти постоянно восставали против него самого». В своем Манифесте равных 1801 года Сильвен Марешаль предвкушал, как раз и навсегда исчезнет «отвратительное различие между богатыми и бедными, великими и малыми, господами и камердинерами, правителями и управляемыми». Французская революция запечатлела в сознании анархистов, что как только мятежники захватывают власть, они становятся новыми тиранами, о чём свидетельствует организованное государством насилие во времена Террора. Протоанархистские группы Бешеных и санкюлотов были в конечном итоге казнены на гильотине.
Споры о влиянии Французской революции на анархизм продолжаются и по сей день. По мнению анархистского историка Макса Неттлау, французские революции не сделали ничего другого, кроме как переформировали и модернизировали милитаристское государство. Русский революционер и анархистский мыслитель Пётр Кропоткин, однако, проследил истоки анархистского движения в борьбе революционеров. При более умеренном подходе независимый исследователь Шон Шихан указывает, что Французская революция доказала, что даже самые сильные политические институты могут быть свергнуты.

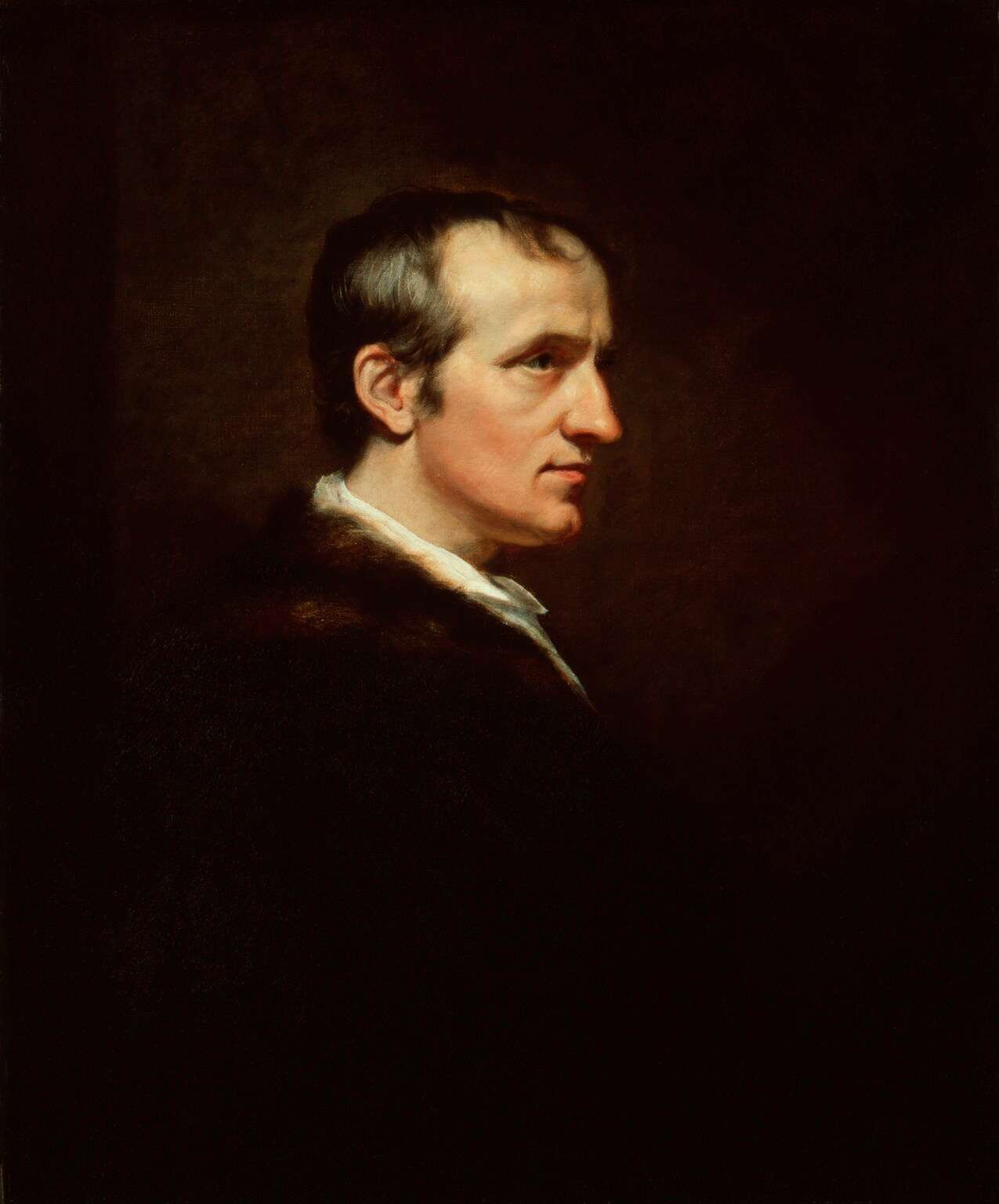
Уильям Годвин — основатель философского анархизма. Портрет за авторством Джеймса Норткота, 1802 год

Уильям Годвин в Англии был первым, кто разработал выражение современной анархистской мысли. Он обычно считается основателем школы мысли, известной как философский анархизм. В своей работе Политическая справедливость 1793 года он утверждал, что правительство имеет изначально зловредное влияние на общество, и что оно увековечивает зависимость и невежество. Он считал, что распространение разума среди масс в конечном итоге приведет к тому, что правительство исчезнет как ненужная сила. Хотя он не наделял государство моральной легитимностью, он был против использования революционной тактики для отстранения правительства от власти. Скорее, он выступал за его замену через процесс мирной эволюции. Его неприятие навязывания общества, основанного на правилах, привело к тому, что он осудил как проявление «умственного порабощения» народа основы права, права собственности и даже институт брака. Он считал, что основные устои общества сдерживают естественное развитие индивидуумов, заставляя их использовать свои способности к рассуждению, чтобы прийти к взаимовыгодному методу социальной организации. По его мнению, правительство и его институты сдерживают развитие способности человека жить в полном соответствии с полным и свободным осуществлением частного суждения.

### Прудон и Штирнер

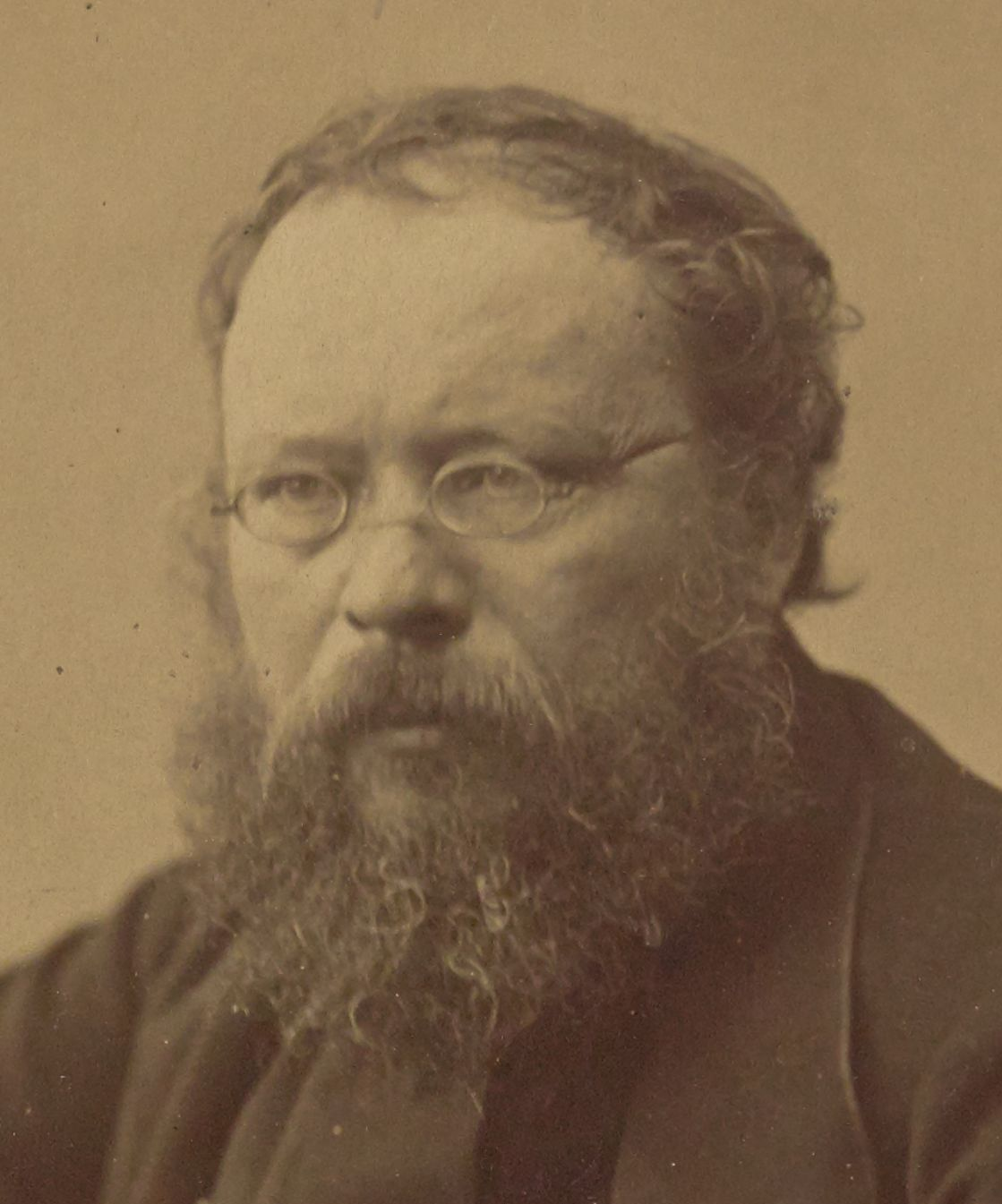
Пьер-Жозеф Прудон — первый самопровозглашённый анархист и основатель мютюэлизма. Фрагмент фотографии, сделанной Надаром

Француз Пьер-Жозеф Прудон считается основоположником современного анархизма, который он обозначил в своей новаторской работе Что такое собственность? Или, исследование принципа права и правления, опубликованной в 1840 году. В ней он задается вопросом «Что такое собственность?», на который отвечает знаменитым обвинением «Собственность — это кража». Теория мютюэлизма Прудона отвергает государство, капитализм и коммунизм. Она призывает к созданию кооперативного общества, в котором свободные ассоциации людей связаны в децентрализованную федерацию, основанную на «Народном банке», предоставляющем рабочим «свободный кредит». Он противопоставлял это тому, что он называл «владением», или ограниченной собственностью на ресурсы и товары только при более или менее постоянном использовании. Позже Прудон также добавил, что «собственность — это свобода», и утверждал, что она является оплотом против государственной власти.
Позднее мютюэлисты сыграют важную роль в Первом Интернационале, особенно на первых двух конгрессах в Женеве и Лозанне, но их влияние в Европе уменьшилось с ростом анархо-коммунизма. Вместо этого мютюализм нашел благодатную почву среди американских индивидуалистов в конце XIX века.
В Испании Рамон де ла Сагра основал анархистский журнал El Porvenir в Ла-Корунье в 1845 году, который был вдохновлен идеями Прудона. Каталонский политик Франсеско Пи-и-Маргаль стал главным переводчиком работ Прудона на испанский язык. Позже он ненадолго стал президентом Испании в 1873 году, будучи лидером Демократической республиканской федеральной партии, где он пытался реализовать некоторые идеи Прудона.

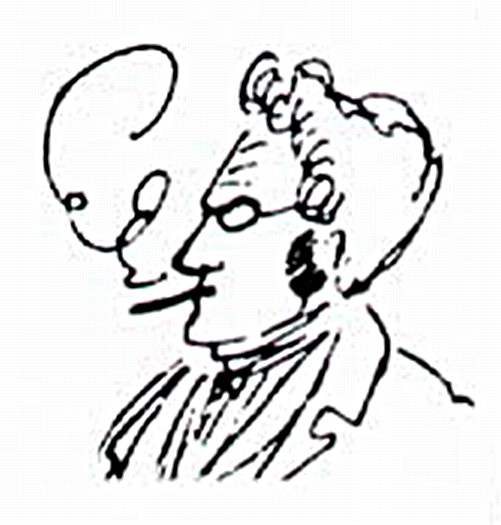
Карикатура на Макса Штирнера — основателя эгоистического анархизма, сделанная Фридрихом Энгельсом в 1841/42 году

Влиятельная форма индивидуалистического анархизма, называемая эгоизмом или эгоистическим анархизмом, была изложена одним из самых ранних и известных сторонников индивидуалистического анархизма, немецким философом Максом Штирнером. Книга Штирнера Единственный и его достояние, опубликованная в 1844 году, является основополагающим текстом этой философии. Штирнер критиковал капитализм, поскольку он порождает классовую войну, в которой богатые эксплуатируют бедных, используя в качестве инструмента государство. Он также отвергал религии, коммунизм и либерализм, поскольку все они подчиняют индивидуумов Богу, коллективу или государству. Согласно Штирнеру, единственным ограничением прав личности является её способность получать то, что она желает, без оглядки на Бога, государство или мораль. Он считал, что общества не существует, но «индивиды являются его реальностью». Штирнер выступал за самоутверждение и предвидел союзы эгоистов — несистематические ассоциации, постоянно обновляемые при поддержке всех сторон посредством волевого акта, которые предлагал как форму организации вместо государства. Анархисты-эгоисты утверждали, что эгоизм будет способствовать подлинному и спонтанному союзу между людьми. Штирнер предлагал индивидуальное восстание, которое не будет стремиться к созданию новых институтов или чего-либо напоминающего государство.

### Революции 1848 года
В 1848 году Европу потрясла очередная революционная волна, которая снова началась в Париже. Новое правительство, состоявшее в основном из якобинцев, было поддержано рабочим классом, но не смогло провести значимые реформы. Пьер-Жозеф Прудон и русский революционер Михаил Бакунин были вовлечены в события 1848 года. Провал революции сформировал взгляды Прудона. Он убедился, что целью революции должно быть уничтожение власти, а не её захват. Он считал капитализм корнем социальных проблем, а правительство, использующее только политические инструменты, неспособным противостоять реальным проблемам. Ход событий 1848 года радикализировал Бакунина, который из-за провала революций потерял веру в любые реформы.
Среди других анархистов, активно участвовавших в революции 1848 года во Франции, были Ансельм Бельжарри, Эрнест Курдерой и ранний анархо-коммунист Жозеф Дежак, который первым назвал себя либертарианцем. В отличие от Прудона, Дежак утверждал, что «рабочий имеет право не на продукт своего труда, а на удовлетворение своих потребностей, какова бы ни была их природа». Дежак также критиковал мютюэлистическую теорию Прудона и его антифеминистские взгляды. Вернувшись в Нью-Йорк, он смог опубликовать свою книгу в периодическом издании Le Libertaire, Journal du Mouvement social. Французское анархистское движение, формально называвшее себя «мютюэлистами», начало набирать обороты в 1860-х годах по мере формирования рабочих ассоциаций.

## Классический анархизм
Десятилетия конца XIX и начала XX веков составляют «прекрасную эпоху» анархистской истории. В эту «классическую» эпоху, приблизительно определяемую периодом между Парижской коммуной и Гражданской войной в Испании, то есть с 1840-х/1860-х по 1939 год), анархизм играл заметную роль в борьбе рабочего класса, наряду с марксизмом, в Европе, а также в Америке, Азии и Океании. Модернизм, массовая миграция, железные дороги и доступ к печати — всё это помогало анархистам продвигать свои идеи.

### Первый Интернационал и Парижская коммуна
В 1864 году создание Международного товарищества рабочих (МТР), также называемой «Первым Интернационалом», объединило различные революционные течения, включая социалистов, марксистов, профсоюзных деятелей, коммунистов и анархистов. Карл Маркс был ведущей фигурой Интернационала и членом его генерального совета.

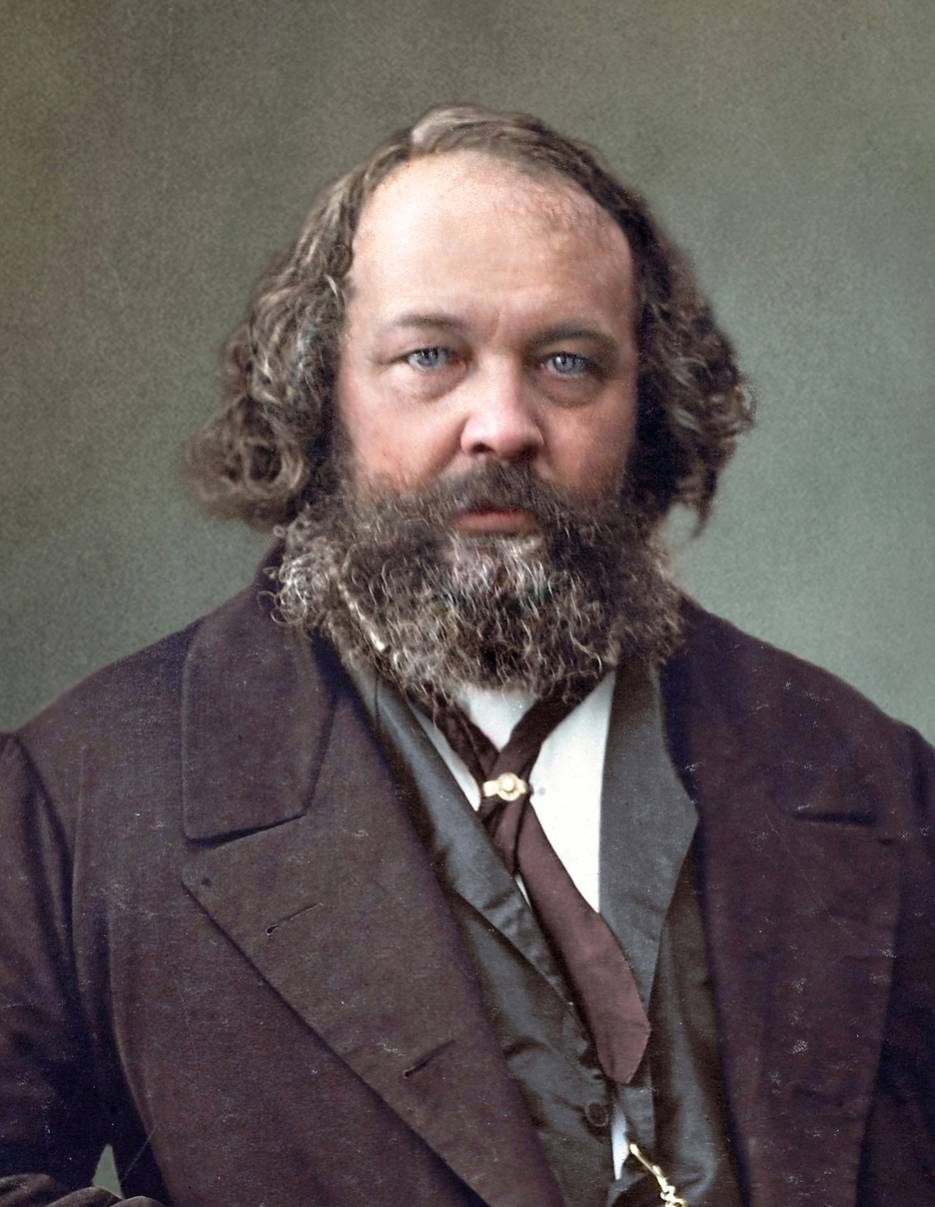
Михаил Бакунин — ведущий коллективистский анархист, вступивший в конфликт с Карлом Марксом на, что привело к расколу в Первом Интернационале. Фрагмент оцветнённой фотографии, сделанной Надаром

Четыре года спустя, в 1868 году, Михаил Бакунин вступил в Первый Интернационал со своими коллективистскими анархистскими единомышленниками, выступавшими за коллективизацию собственности и революционное свержение государства. Бакунин переписывался с другими членами Интернационала, стремясь создать свободное братство революционеров, которое обеспечит, чтобы грядущая революция не приняла авторитарный курс, резко контрастируя с другими течениями, стремившимися к прочному захвату государственной власти. Энергия Бакунина и его труды, написанные на самые разные темы, такие как образование и гендерное равенство, способствовали росту его влияния в МТР. Его основная линия заключалась в том, что Интернационал должен пытаться содействовать революции, не ставя перед собой цель создать простое правительство «экспертов». Рабочие должны стремиться к эмансипации своего класса прямыми действиями, используя кооперативы, взаимное кредитование и забастовки, но избегая участия в буржуазной политике. Сначала коллективисты сотрудничали с марксистами, чтобы подтолкнуть Первый Интернационал в более революционном социалистическом направлении. Впоследствии Интернационал разделился на два лагеря, во главе которых стояли Маркс и Бакунин. Бакунин характеризовал идеи Маркса как централистские. Из-за этого он предсказывал, что если марксистская партия придет к власти, то её лидеры просто займут место правящего класса, против которого они боролись. Последователи Пьера-Жозефа Прудона — мютюэлисты, также выступали против государственного социализма Маркса, поддерживая политический абстенционизм и мелкую частную собственность. В 1873 году Бакунин напишет:
Итак, с какой точки зрения ни смотри на этот вопрос, все приходишь к тому же самому печальному результату: к управлению огромного большинства народных масс привилегированным меньшинством. Но это меньшинство, говорят марксисты, будет состоять из работников. Да, пожалуй, из бывших работников, но которые, лишь только сделаются правителями или представителями народа, перестанут быть работниками и станут смотреть на весь чернорабочий мир с высоты государственной, будут представлять уже не народ, а себя и свои притязания на управление народом. Кто может усомниться в этом, тот совсем не знаком с природою человека.

   Но эти избранные будут горячо убеждённые и к тому же учёные-социалисты. Слова «учёный-социалист», «научный социализм», которые беспрестанно встречаются в сочинениях и речах лассальцев и марксистов, сами собою доказывают, что мнимое народное государство будет не что иное, как весьма деспотическое управление народных масс новою и весьма немногочисленною аристократией действительных или мнимых ученых. Народ не учён, значит, он целиком будет освобожден от забот управления, целиком будет включен в управляемое стадо. Хорошо освобождение!Михаил Бакунин, Государственность и анархия
Между тем, восстание после франко-прусской войны привело к созданию Парижской коммуны в марте 1871 года. Анархисты играли заметную роль в Коммуне, наряду с бланкистами и в меньшей степени марксистами. Восстание произошло под большим влиянием анархистов и оказало большое влияние на историю анархизма. Радикальные социалистические взгляды, такие как федерализм Прудона, были реализованы в незначительной степени. Самое главное — рабочие доказали, что они могут управлять своими собственными службами и фабриками. После поражения Коммуны такие анархисты, как Эжен Варлен, Луиза Мишель и Элизе Реклю были расстреляны или заключены в тюрьму. Социалистические идеи преследовались во Франции в течение десятилетия. Ведущие члены Интернационала, пережившие кровавое подавление Коммуны, бежали в Швейцарию, где позже был образован Анархистский Интернационал Сен-Имье.
В 1872 году конфликт между марксистами и анархистами достиг кульминации. Маркс с 1871 года предлагал создать политическую партию, что анархисты считали ужасной и неприемлемой перспективой. Различные группы, включая итальянские секции, Бельгийскую федерацию и Юрскую федерацию, отвергли предложение Маркса на Гаагском конгрессе 1872 года. Они рассматривали его как попытку создания государственного социализма, который в конечном итоге не сможет освободить человечество. Напротив, они предложили политическую борьбу через социальную революцию. Наконец, анархисты были исключены из Первого Интернационала. В ответ на это федералистские секции сформировали свой собственный Интернационал на конгрессе в Сент-Имье, приняв революционную анархистскую программу.

### Возникновение анархо-коммунизма

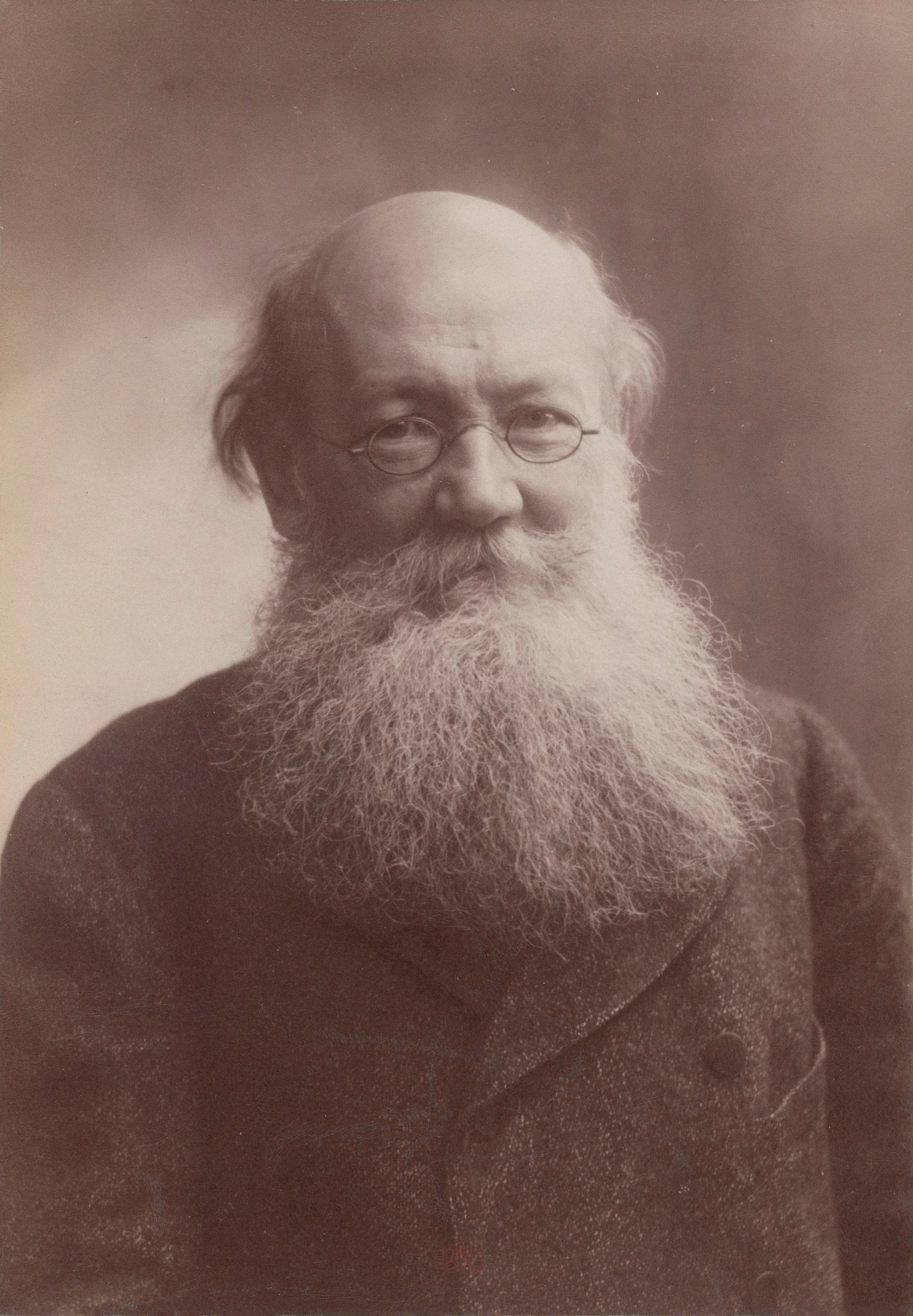
Пётр Кропоткин — выдающийся анархо-коммунистический мыслитель, стремившийся обосновать анархизм в научной теории. Фотография около 1900 года

Анархо-коммунизм развился из радикальных социалистических течений после Французской революции, но впервые был сформулирован как таковой в итальянской секции Первого Интернационала. Именно убедительная критика Карло Кафьеро и Эррико Малатеста проложила путь анархо-коммунизму к преодолению коллективизма, утверждая, что коллективизм неизбежно закончится конкуренцией и неравенством. Эссеист Ален Пенгам отмечает, что между 1880 и 1890 годами перспектива революции считалась закрытой. Анархо-коммунисты имели антиорганизационные тенденции, выступали против политической и профсоюзной борьбы, например, восьмичасового дня, как чрезмерно реформистской, а в некоторых случаях поддерживали террористические акты. Находясь во все большей изоляции, они решили присоединиться к рабочим движениям после 1890 года.
Благодаря оптимизму и убедительным письмам Петра Кропоткина анархо-коммунизм стал основным анархистским течением в Европе и за рубежом — за исключением Испании, где преобладал анархо-синдикализм. Теоретические работы Кропоткина и Эррико Малатесты впоследствии приобрели все большее значение, поскольку они расширялись и развивали проорганизационистские и повстанческие антиорганизационистские разделы. Кропоткин развивал теорию революции анархо-коммунизма, говоря: «Именно восставший народ является настоящей движущей силой, а не рабочий класс на предприятиях (низовая организация при капиталистическом способе производства), которые пытаются претендовать на звание рабочей силы и способны создавать промышленные предприятия, структуры или социальные мозги (менеджеры), которые более „рациональны“, чем их работодатели, но все же они недостойны этого звания».

### Организация труда и синдикализм

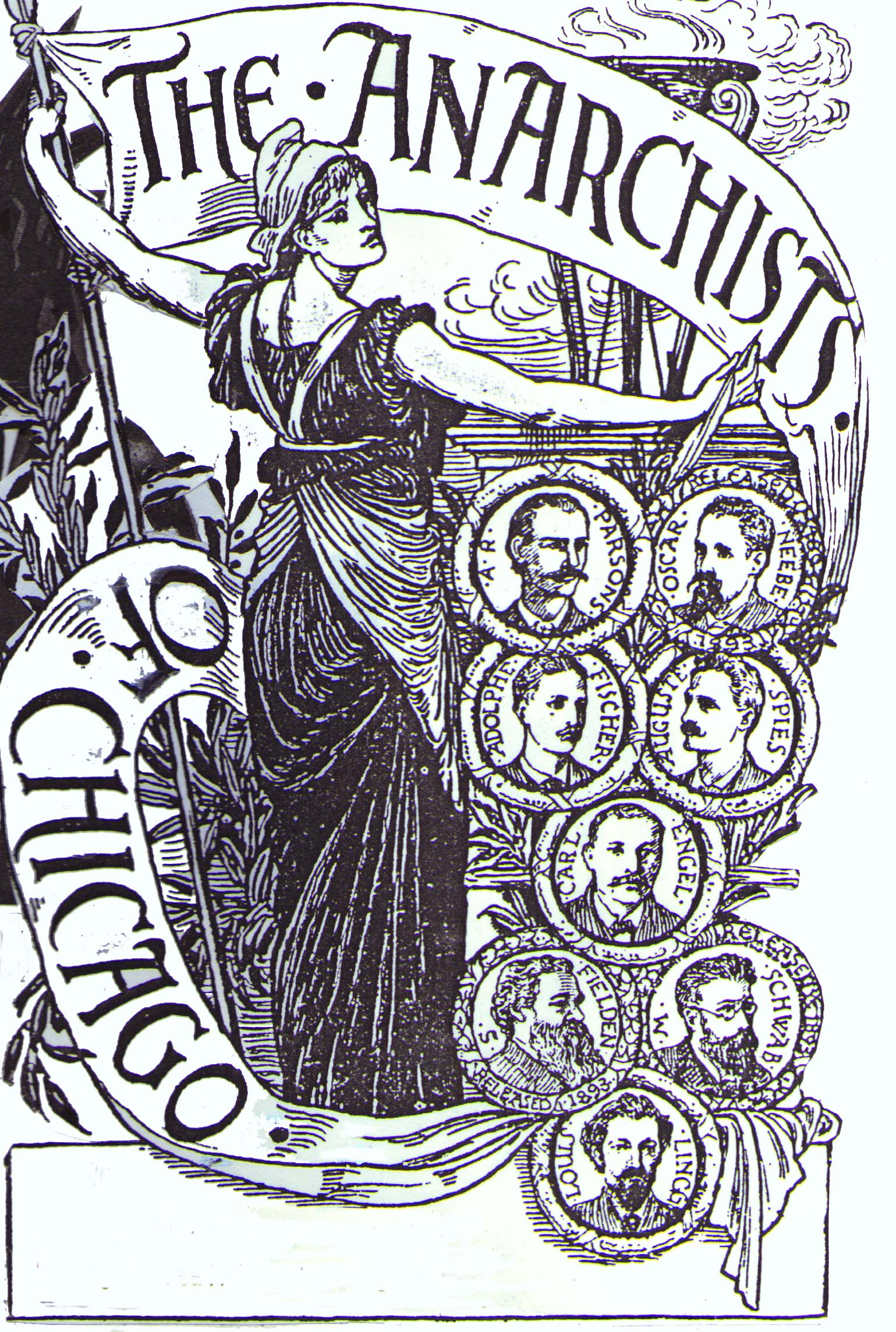
Сочувственная гравюра Уолтера Крейна 1894 года с изображением чикагских анархистов, казненных после «Хеймаркетского дела» — события, имевшего большое значение для международного первомайского дня трудящихся

Из-за большого притока европейских иммигрантов Чикаго стал центром американского анархистского движения в XIX веке. 1 мая 1886 года в нескольких городах США была объявлена всеобщая забастовка с требованием восьмичасового рабочего дня, и анархисты присоединились к рабочему движению, несмотря на то, что считали его цель реформистской. 3 мая в Чикаго вспыхнула драка, когда штрейкбрехеры попытались пересечь линию пикета. Двое рабочих погибли, когда полиция открыла огонь по толпе. На следующий день анархисты устроили митинг на Хеймаркет-сквер в Чикаго. Из переулка была брошена бомба. В возникшей панике полиция открыла огонь по толпе и друг по другу. Семь полицейских и по меньшей мере четверо рабочих были убиты. Восемь анархистов, прямо или косвенно связанных с организаторами митинга, были арестованы и обвинены в убийстве погибших полицейских. Они стали международными политическими знаменитостями в рабочем движении. Четверо из них были казнены, а пятый покончил жизнь самоубийством перед казнью. Этот инцидент стал известен как «дело Хеймаркета» и стал неудачей для движения и борьбы за восьмичасовой рабочий день. В 1890 году была предпринята вторая попытка, на этот раз международного масштаба, организовать восьмичасовой день. Его второстепенной целью было увековечить память рабочих, погибших в результате событий на Хеймаркет. Хотя изначально эта акция задумывалась как разовая, к следующему году празднование Международного дня трудящихся в День мая прочно утвердилось в качестве международного рабочего праздника.

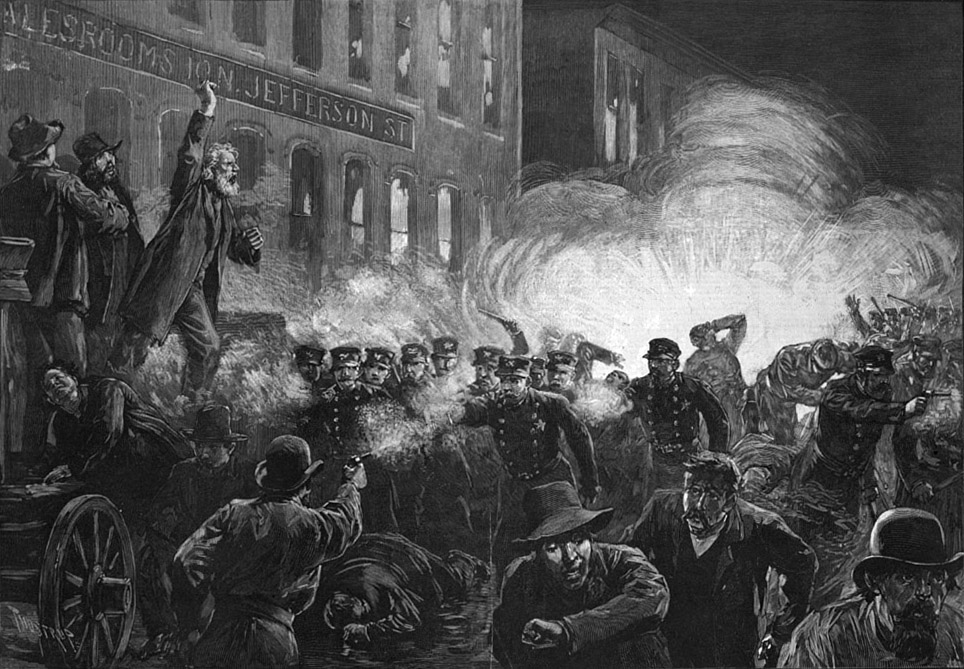
Художественное изображение Бунта на Хеймаркет из журнала Harper's Weekly 1886 года

Синдикализм достиг своего расцвета с 1894 по 1914 год, его корни уходят в рабочие движения XIX века и к профсоюзным деятелям Первого Интернационала. Впоследствии основной постулат анархо-синдикализма о том, что экономическая борьба предшествует политической, восходит к Пьеру-Жозефу Прудону, и именно этот вопрос привел к расколу Первого Интернационала. Анархо-синдикалисты выступали за то, чтобы рабочие синдикаты сосредоточились не только на условиях и оплате труда рабочих, но и на революционных целях.
Французская Всеобщая конфедерация труда была одной из самых выдающихся синдикалистских организаций Европы и, отвергая иллегализм, находилась под сильным влиянием анархизма. Будучи низовой организацией и источником революционных идей, её структура была экспортирована в другие европейские организации-единомышленники. Впоследствии, после 1914 года, организация пошла по реформистскому пути.
В 1907 году Международный анархистский конгресс в Амстердаме собрал делегатов из большинства европейских стран, США, Японии и Латинской Америки. Центральная дискуссия касалась отношений между анархизмом и профсоюзным движением. Эррико Малатеста и Пьер Монатте сильно расходились во мнениях по этому вопросу. Монатте считал, что синдикализм революционен и создаст условия для социальной революции, в то время как Малатеста не считал синдикализм сам по себе достаточным. Он считал профсоюзное движение реформистским и даже консервативным, ссылаясь на феномен профессиональных профсоюзных чиновников как по сути буржуазный и антирабочий. Малатеста предупреждал, что цели синдикалистов заключаются в увековечивании самого синдикализма, в то время как анархисты всегда должны иметь анархию в качестве конечной цели и, следовательно, должны воздерживаться от приверженности какому-либо конкретному методу её достижения.
В Испании синдикализм значительно вырос в течение 1880-х годов, но первые организации, связанные с анархизмом, не процветали. Однако в 1910 году была основана Национальная конфедерация труда (НКТ), которая постепенно срослась с анархизмом. НКТ была присоединена к Международной ассоциации трудящихся — федерации анархо-синдикалистских профсоюзов, основанной в 1922 году. Успех НКТ стимулировал распространение анархо-синдикализма в Латинской Америке. Аргентинская региональная рабочая федерация достигла четверти миллиона членов, обогнав социал-демократические профсоюзы.
К началу XX века революционный синдикализм распространился по всему миру, от Латинской Америки до Восточной Европы и Азии, причем большая часть его деятельности происходила за пределами Западной Европы.

### Пропаганда действием

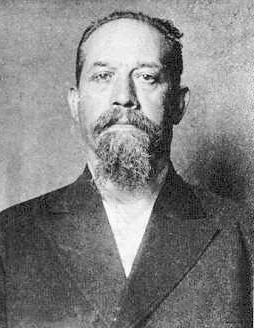
Итало-американский анархист Луиджи Галлеани, последователи которого, известные как, осуществили серию взрывов и покушений на убийство с 1914 по 1932 год, рассматривая их как нападения на тиранов и врагов народа. Фотография арестованного Галлеани в Вермонте,1906 год

Использование революционного политического насилия, известного как пропаганда действием, применялось небольшой, но влиятельной частью анархистского движения в течение примерно четырёх десятилетий, начиная с 1880-х годов. Оно было задумано как форма восстания, используемая для провоцирования и вдохновения масс на революцию. Это было в то время, когда анархисты подвергались преследованиям, а революционеры становились все более изолированными. Расчленение французского социалистического движения и, после подавления Парижской коммуны 1871 года, казнь или ссылка в колонии многих коммунаров способствовали индивидуалистическому политическому самовыражению и действиям. Но главным фактором роста пропаганды действием, как отмечает историк Констанс Бантман, были труды русских революционеров 1869—1891 годов, а именно Михаила Бакунина и Сергея Нечаева, которые разработали значительные повстанческие стратегии.
Поль Брусе — врач и активный сторонник насильственного восстания, популяризировал пропаганду действием. В Соединенных Штатах Иоганн Мост выступал за пропаганду насильственных актов возмездия против контрреволюционеров, поскольку «мы проповедуем не только действие само по себе, но и действие как пропаганду». Российские анархисты-коммунисты использовали терроризм и незаконные действия в своей борьбе. Многие главы государств были убиты или атакованы членами анархистского движения. В 1901 году польско-американский анархист Леон Чолгош убил президента США Уильяма Маккинли. Эмма Гольдман, которую ошибочно подозревали в причастности к этому, выразила некоторое сочувствие Чолгошу и получила большую негативную огласку. Гольдман также поддержала Александра Беркмана в его неудачном покушении на убийство сталелитейного промышленника Генри Фрика во время забастовки в Хоумстеде, и писала о том, что эти небольшие акты насилия несравнимы с потоком насилия, регулярно совершаемого государством и капиталом. В Европе волна иллегализма, то есть принятие преступного образа жизни, охватила анархистское движение, яркими примерами которого были Мариус Жакоб, Равашоль, интеллектуал Эмиль Анри и банда Бонно. Банда Бонно, в частности, оправдывала незаконное и насильственное поведение, утверждая, что они «отбирают» собственность, которая не принадлежит капиталистам по праву. В России Народная воля, хотя и не была анархистской организацией, но, тем не менее, черпала вдохновение в работах Бакунина, убила царя Александра II в 1881 году и получила некоторую народную поддержку. Однако в основном анархистское движение в России в последующие годы оставалось маргинальным.
Уже в 1887 году важные фигуры анархистского движения дистанцировались как от иллегализма, так и от пропаганды действием. Пётр Кропоткин, например, писал в Le Révolté, что «структура, основанная на многовековой истории, не может быть разрушена несколькими килограммами динамита». Государственные репрессии против анархистского и рабочего движений, включая французские законы 1894 года («злодейские законы»), после ряда успешных взрывов и убийств, возможно, способствовали отказу от подобных тактик, хотя государственные репрессии могли сыграть не меньшую роль в их принятии. Ранние сторонники пропаганды действием, такие как Александр Беркман, начали сомневаться в легитимности насилия как тактики. Различные анархисты выступали за отказ от такого рода тактики в пользу коллективных революционных действий через профсоюзное движение.
К концу XIX века стало ясно, что пропаганда действием не приведет к революции. Хотя её использовало лишь меньшинство анархистов, она создала анархизму репутацию насильственного движения и изолировала анархистов от более широких социальных движений. От неё отказалось большинство анархистского движения в начале XX века.

### Революционная волна
В революционной волне 1917—1923 годов анархисты принимали разное активное участие. После неудачной русской революции 1905 года анархисты вновь приняли участие в Февральской и Октябрьской революциях 1917 года и поначалу с энтузиазмом отнеслись к делу большевиков. Перед революцией Ленин покорил анархистов и синдикалистов высокими оценками в своей работе Государство и революция 1917 года. Однако быстро возникли возражения анархистов. Например, они выступали против лозунга «Вся власть — советам!». Диктатура пролетариата была несовместима с либертарными взглядами анархистов, и сотрудничество вскоре прекратилось, так как большевики вскоре ополчились против анархистов и другой левой оппозиции. После того как власть стабилизировалась, большевики подавили анархистов. Анархисты в центральной России были либо заключены в тюрьму, либо загнаны в подполье, либо присоединились к победившим большевикам. Анархисты из Петрограда и Москвы бежали на Украину. Там Махновщина создала автономную область площадью четыреста квадратных миль с населением около семи миллионов человек. Анархисты, воевавшие в Гражданской войне в России сначала против антибольшевистской Белой армии, теперь также сражались с Красной армией, Украинской народной армией, немецкими и австрийскими войсками, воевавшими по Брест-Литовскому договору. Кульминацией этого конфликта стал Кронштадтский мятеж 1921 года, где гарнизон в Кронштадте, моряки Балтийского флота и горожане выдвигали требования реформ. Новое правительство подавило восстание. Революционная повстанческая армия Украины, возглавляемая Нестором Махно, продолжала борьбу до августа 1921 года, когда она была разгромлена государством всего через несколько месяцев после Кронштадтского восстания.
Эмма Гольдман написала отчёт о своем опыте пребывания в России, критикуя степень государственного контроля, осуществляемого большевиками. Для неё оправдались предсказания Михаила Бакунина о последствиях марксистского правления, согласно которым лидеры нового социалистического государства станут новым правящим классом. В 1920 году Пётр Кропоткин опубликовал Послание к рабочим Запада, в котором объяснял, что ложный путь государственного социализма обречен на провал. Разочарованные ходом событий, Гольдман и Беркман бежали из СССР в 1921 году, в том же году умер Кропоткин. К 1925 году анархизм был запрещен большевистским режимом. Победа большевиков в Октябрьской революции и последовавшая за ней Гражданская война в России нанесли серьёзный ущерб анархистскому движению в международном масштабе. Многие рабочие и активисты восприняли успех большевиков как пример, и коммунистические партии росли за счет анархизма и других социалистических движений. Например, во Франции и Соединенных Штатах члены основных синдикалистских движений Всеобщей конфедерации труда и Индустриальных рабочих мира покинули эти организации, чтобы присоединиться к Коммунистическому интернационалу.
После краха анархизма в новообразованном Советском Союзе возникли два анархистских течения. Первое, платформизм, пропагандировалось в анархистском журнале Дело Труда группой русских эмигрантов, включая Нестора Махно. Их главной целью, как писал сторонник Пётр Арсинов, было создание неиерархической партии, которая предложила бы «общую организацию наших сил на основе коллективной ответственности и коллективных методов действия». Они считали, что отсутствие организации было основной причиной провала анархизма. Платформизм имел целью обеспечить стратегию классовой борьбы, как предлагали ранее Бакунин и Кропоткин. Другое направление возникло как организационная альтернатива платформизму, поскольку оно имело сходство с партийной структурой. Анархист-интеллектуал Волин был одним из самых заметных противников платформатизма, и он указывал на то, что сегодня известно как синтетический анархизм.
Во время Германской революции 1918—1919 годов анархисты Густав Ландауэр и Эрих Мюсам заняли важные руководящие позиции в революционных советских структурах Баварской Советской Республики. В Италии Итальянский синдикалистский профсоюз насчитывал полмиллиона членов. Он играл заметную роль в событиях, известных как «Красное двухлетие» и «Красная неделя». В ходе последних монархия была почти свергнута.
В Мексике была создана Мексиканская либеральная партия, которая в начале 1910-х годов провела ряд военных наступлений, приведших к захвату и оккупации некоторых городов и районов в Баха Калифорния. Под руководством анархо-коммуниста Рикардо Флореса Магона партия выдвинула лозунг «Tierra y Libertad», «Земля и свобода». Журнал Магона Regeneración, «Регенерация» имел большой тираж, и он помог городским рабочим обратиться к анархо-синдикализму. Он также оказал влияние на движение Сапата.
Фердинандо Никола Сакко и Бартоломео Ванцетти — два повстанческих анархиста и итальянские эмигранты в США, были осуждены за участие в вооруженном ограблении и убийстве двух человек в 1920 году. После противоречивого судебного процесса и ряда апелляций они были приговорены к смерти и казнены 23 августа 1927 года. После их смерти критики в подавляющем большинстве придерживались мнения, что эти два человека были осуждены в основном из-за их анархистских политических убеждений и были несправедливо казнены. После дела Сакко и Ванцетти, несмотря на протесты во всем мире и заголовки в СМИ, анархистское движение в США угасло.

### Расцвет фашизма
В Италии произошли первые столкновения между анархистами и фашистами. Итальянские анархисты играли ключевую роль в антифашистской организации Arditi del Popolo (AdP), что в переводе значит «Народные смельчаки» которая была наиболее сильна в районах с анархистскими традициями. Они добились определённых успехов в своей деятельности, например, отразили нападение чернорубашечников на оплот анархистов — Парму в августе 1922 года. AdP выросла после того, как Социалистическая партия подписала Пакт умиротворения с фашистами. AdP состояла из воинствующих пролетариев, анархистов, коммунистов и даже социалистов. Она насчитывала двадцать тысяч членов в 144 секциях. Ветеран итальянского анархизма Луиджи Фаббри был одним из первых критических теоретиков фашизма, описывая его как «превентивную контрреволюцию». Итальянские анархисты Джино Лучетти и Антео Дзамбони едва не провалили покушение на Бенито Муссолини. Во время Второй мировой войны итальянские анархисты формировали различные партизанские отряды.
Во Франции, где ультраправые лиги были близки к восстанию во время беспорядков в феврале 1934 года, анархисты разошлись во мнениях относительно политики единого фронта. Одни выступали за создание пакета с политическими партиями, другие возражали. В Испании Национальная конфедерация труда (CNT) сначала отказалась присоединиться к избирательному альянсу народного фронта. Воздержание их сторонников привело к победе правых на выборах. В 1936 году CNT изменила свою политику, и голоса анархистов помогли народному фронту вернуться к власти. Спустя несколько месяцев бывший правящий класс ответил попыткой переворота, вызвавшей Гражданскую войну в Испании (1936—1939 года). В ответ на восстание армии, вдохновленное анархистами движение крестьян и рабочих, поддержанное вооруженным ополчением, взяло под контроль Барселону и большие территории сельской Испании, где они провели коллективизацию земли. Однако ещё до победы фашистов в 1939 году анархисты теряли позиции в ожесточенной борьбе со сталинистами, которые контролировали распределение военной помощи республиканцам из Советского Союза. Войска под руководством сталинистов подавляли коллективы и преследовали как марксистов-диссидентов, так и анархистов.
В Германии нацисты подавили анархизм после захвата власти. Кроме Испании, нигде больше анархистское движение не смогло оказать серьёзного сопротивления различным фашистским режимам по всей Европе.

### Испанская революция

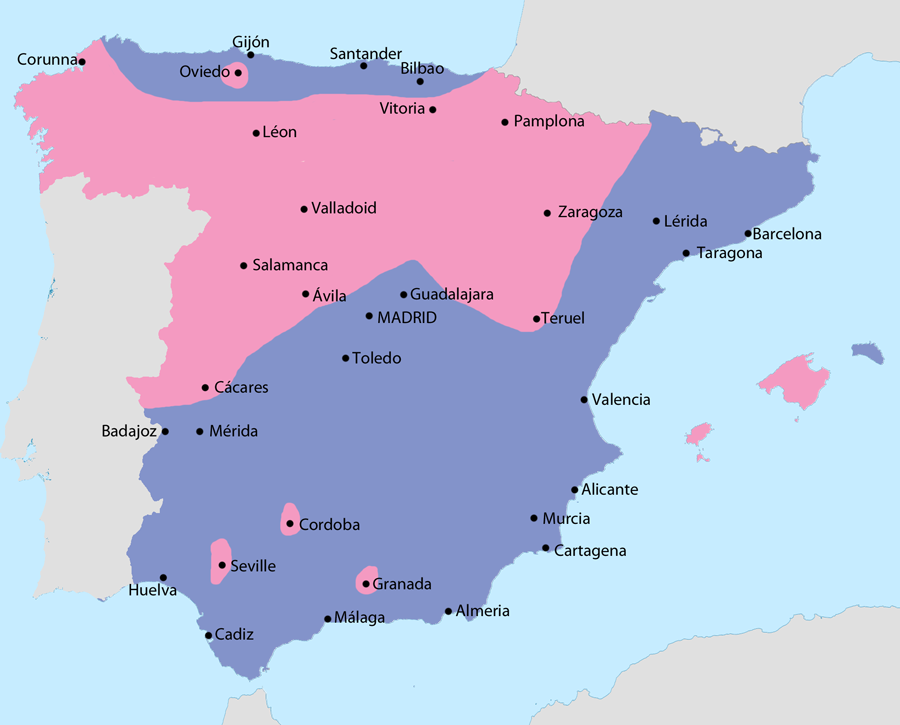
Карта Испании в сентябре 1936 года с республиканским/анархистским контролем, обозначенным темно-сиреневым цветом

Испанская революция 1936 года стала первым и единственным случаем, когда либертарный социализм стал неотвратимой реальностью. Она стояла на почве сильного анархистского движения в Испании, которое возникло ещё в XIX веке. Анархистские группы пользовались широкой социальной поддержкой, особенно в Барселоне, Арагоне, Андалусии, Леванте. Анархизм в Испании склонялся к синдикализму, что привело к образованию Национальной конфедерации труда (CNT) в 1910 году. CNT объявила своей целью либертарно-коммунистическое общество и организовывала забастовки по всей Испании. Позднее была основана Федерация анархистов Иберии (FAI), чтобы поддержать CNT на чисто анархистском пути в условиях подавления рабочих движений диктатором Мигелем Примо де Риверой. Вторая Испанская республика была провозглашена в 1931 году и привела к власти республиканско-социалистический альянс. Но вместо больших надежд CNT, в основном среди последователей, и других, репрессии против рабочего движения продолжились. ФАИ усилила контроль над CNT.
В 1936 году Народный фронт — избирательный альянс, в котором доминировали левые, победил на выборах, а спустя несколько месяцев бывший правящий класс ответил попыткой переворота, вызвавшей Гражданскую войну в Испании (1936—1939 года). В ответ на восстание армии, вдохновленное анархистами движение крестьян и рабочих, поддержанное вооруженными ополченцами, взяло под контроль городские и большие сельские районы Испании, где они провели коллективизацию земли. Барселона стала местом самых драматических перемен, поскольку рабочие сломали буржуазные привычки и даже гендерную иерархию. Вновь образованная анархо-феминистская группа Mujeres Libres, «Свободные женщины» сыграла активную роль в социальных преобразованиях в Барселоне. Эта бунтарская культура произвела впечатление на таких посетителей Испании, как Джордж Оруэлл. Предприятия и фермы были коллективизированы, а условия труда резко улучшились. В сельской местности Арагона деньги были отменены, а экономика коллективизирована. Деревни управлялись народными собраниями на основе прямой демократии, без принуждения людей к вступлению в них. Колонны анархистского ополчения, сражавшиеся без воинской дисциплины и воинских званий, несмотря на нехватку военных материалов, добились значительных успехов на фронте войны.

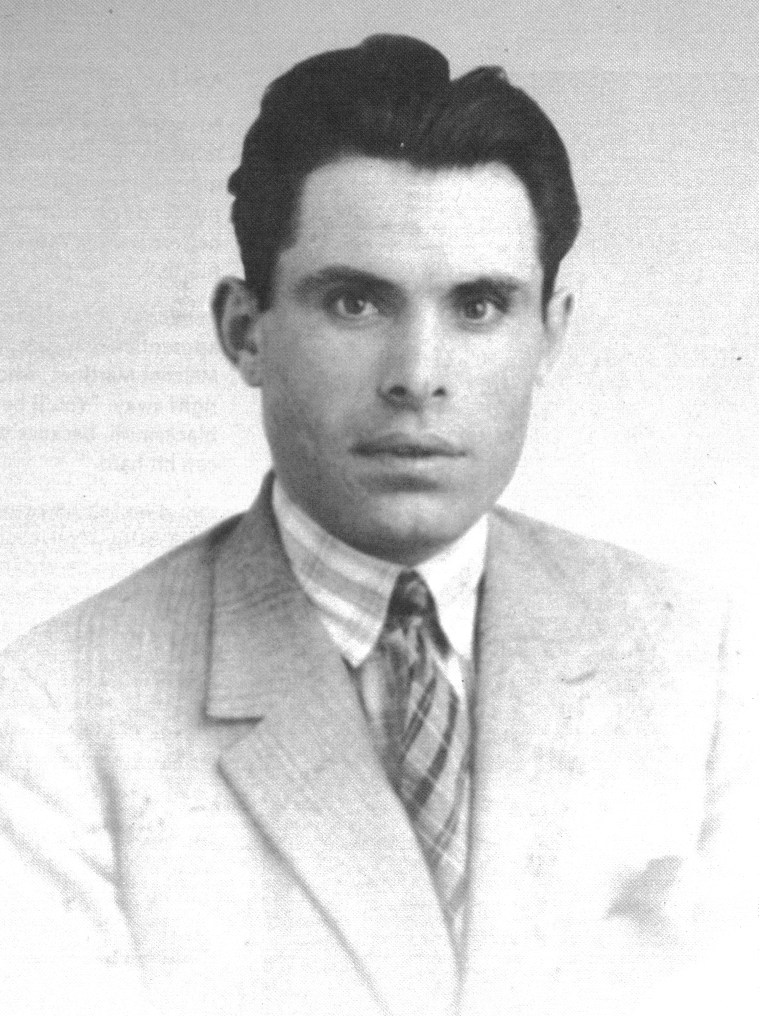
Анархист Буэнавентура Дуррути прославился своими действиями во время Испанской революции

После провала переворота в июле 1936 года анархисты CNT-FAI оказались перед дилеммой: продолжать борьбу против государства или присоединиться к антифашистским левым партиям и сформировать правительство. Они выбрали последнее, и к ноябрю 1936 года четыре члена CNT-FAI стали министрами в правительстве бывшего профсоюзного деятеля Франсиско Ларго Кабальеро. CNT-FAI объяснил это исторической необходимостью, поскольку шла война, но другие видные анархисты не согласились с этим, как по принципиальным соображениям, так и в качестве тактического хода. В ноябре 1936 года видная анархо-феминистка Федерика Монтсени была назначена министром здравоохранения — первая женщина в истории Испании, вошедшая в кабинет министров.
В ходе событий Испанской революции анархисты теряли позиции в ожесточенной борьбе со сталинистами из Испанской коммунистической партии, которые контролировали распределение военной помощи республиканцам, полученной из Советского Союза. Войска под руководством сталинистов подавляли коллективы и преследовали как марксистов-диссидентов, так и анархистов. Борьба между анархистами и коммунистами обострилась во время Майских дней, когда Советский Союз стремился контролировать республиканцев.
Поражение республиканской Испании в 1939 году ознаменовало конец классического периода анархизма. В свете постоянных поражений анархистов можно спорить о наивности анархистского мышления XIX века — государственные и капиталистические институты были слишком сильны, чтобы их можно было уничтожить. По мнению профессора политической философии Кинны Рут и лектора Алекса Причарда, неясно, были ли эти поражения результатом функциональной ошибки в анархистских теориях, как предположили несколько десятилетий спустя интеллектуалы Новых левых, или же социальный контекст не позволил анархистам реализовать свои амбиции. По их мнению, несомненно то, что их критика государства и капитализма в конечном итоге оказалась верной, поскольку мир шёл к тоталитаризму и фашизму.

### Анархизм в колониальном мире
В то время как империи и капитализм расширялись на рубеже веков, расширялся и анархизм, который вскоре расцвел в Латинской Америке, Восточной Азии, Южной Африке и Австралии.

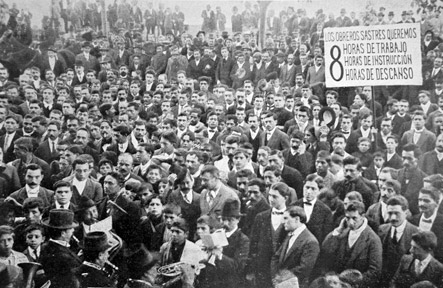
Анархическая демонстрация в Аргентине около 1900 года

Анархизм нашел благодатную почву в Азии и был самой яркой идеологией среди других социалистических течений в первые десятилетия XX века. Работы европейских философов, особенно Кропоткина, были популярны среди революционно настроенной молодежи. Интеллектуалы пытались связать анархизм с более ранними философскими течениями в Азии, такими как даосизм, буддизм и неоконфуцианство. Но фактором, который больше всего способствовал подъёму анархизма, была индустриализация и новая капиталистическая эра, в которую вступала Восточная Азия. Молодые китайские анархисты в начале XX века в журнале Хсин Ши-чи пропагандировали революционный анархо-коммунизм наряду с гуманизмом, верой в науку и универсализмом. Влияние анархизма росло до середины 1920-х годов, когда успехи большевиков, казалось, указали путь к коммунизму. Точно так же в Японии анархо-коммунисты, такие как Котоку Шусуи, Осуги Сакаэ и Хатта Шудзо, вдохновлялись трудами западных философов и выступали против капитализма и государства. Сюдзо создал школу «чистого анархизма». В связи с промышленным ростом на короткое время возник анархо-синдикализм, прежде чем коммунисты возобладали среди рабочих. Токио был горячей точкой для анархистских и революционных идей, которые циркулировали среди вьетнамских, корейских и китайских студентов, приехавших в Японию на учёбу. Социалисты к тому времени с энтузиазмом поддерживали идею социальной революции вместе с анархистами. В Корее анархизм пошел по другому пути. Корея находилась под японским владычеством с 1910 по 1945 год, и на ранних стадиях этого периода анархисты приняли участие в национальном сопротивлении, образовав анархистскую зону в Синмин-Маньчжурии в 1928—1931 годах. Ким Чва-чин был видным деятелем этого движения. В Индии анархизм не процветал, отчасти из-за своей репутации насильственного движения. Хрупкое анархистское движение, развившееся в Индии, было скорее неэтатиским, чем антиэтатиским.
В космополитической Османской империи анархизм вместе с другими радикальными светскими идеями перебрался в Восточное Средиземноморье. Под влиянием Эррико Малатесты группа египетских анархистов завезла анархизм в Александрию. В ту эпоху она находилась на переходном этапе, поскольку индустриализация и урбанизация преобразовывали Египет. Анархистская деятельность распространялась вместе с другими радикальными светскими идеями в исламской империи. В Африке анархизм появился изнутри континента. Большая часть африканского общества, в основном сельского, была основана на африканской общине, которая была в основном эгалитарной. Он имел некоторые анархические элементы, без классового деления, формальной иерархии и доступа к средствам производства всех членов общины. Африканский коммунализм был далек от идеального анархического общества. Гендерные привилегии были очевидны, феодализм и рабство существовали в нескольких районах, но не в массовом масштабе.
Анархизм попал в Латинскую Америку через европейских иммигрантов. Наиболее впечатляющее присутствие было в Буэнос-Айресе. В Гаване, Лиме, Монтевидео, Рио-де-Жанейро, Сантусе и Сан-Паулу также наблюдался рост анархистских очагов. Анархисты имели гораздо большее влияние на профсоюзы, чем их авторитарные левые коллеги. В Аргентине, Уругвае и Бразилии сформировалось сильное анархо-синдикалистское течение — отчасти из-за быстрой индустриализации этих стран. В 1905 году анархисты взяли под контроль Аргентинскую региональную федерацию трудящихся (FORA) в Аргентине, оттеснив на второй план социал-демократов. Аналогичным образом, в Уругвае в 1905 году анархистами была создана FORU. Эти синдикаты организовали ряд всеобщих забастовок в последующие годы. После успеха большевиков анархизм в этих трех странах, бывших оплотом анархизма в Латинской Америке, постепенно сошел на нет. Понятие импортного анархизма в Латинской Америке было оспорено, поскольку восстания рабов появились в Латинской Америке до прибытия европейских анархистов.
Анархисты стали участвовать в антиколониальной борьбе за национальную независимость в начале XX века. Анархизм вдохновил движения за национальную независимость на антиавторитарные и эгалитарные идеалы, бросив вызов националистическим тенденциям многих национально-освободительных движений.

## Индивидуалистический анархизм

### Соединённые штаты

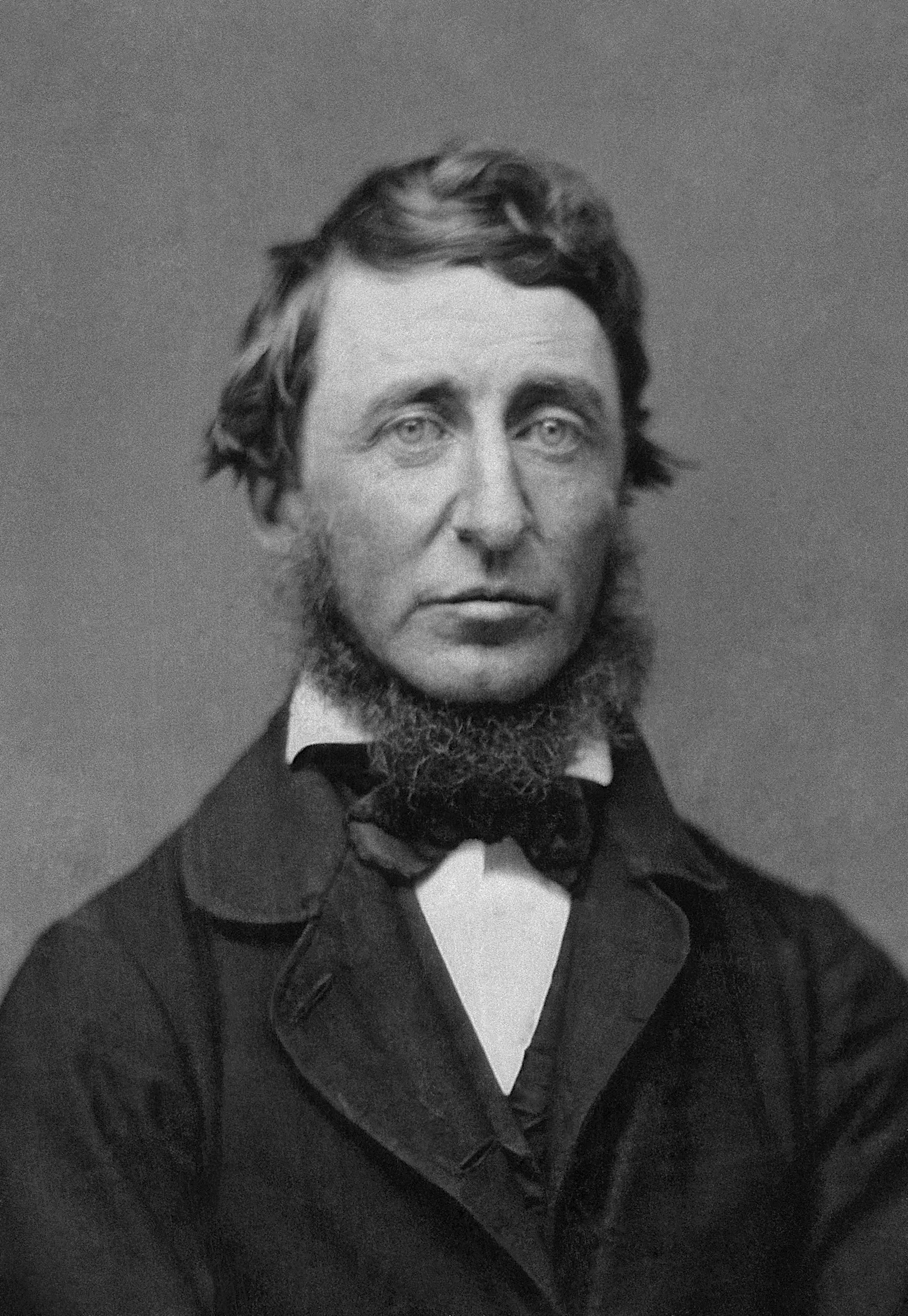
Генри Дэвид Торо — видный деятель раннего американского индивидуализма. Фото 1876 года

Американский анархизм берет свое начало в религиозных группах, которые бежали из Европы, спасаясь от религиозных преследований в XVII веке. Он пророс в сторону индивидуального анархизма, так как недоверие к правительству было широко распространено в Северной Америке в течение следующих столетий. В резком контрасте с европейскими анархистами, американский анархизм склонялся к индивидуализму и был в основном про-капиталистическим, поэтому его называют правым либертарианством. Американские анархисты оправдывали частную собственность как гарантию личной автономии. Генри Дэвид Торо оказал большое влияние на индивидуалистическую анархистскую мысль в США в середине XIX века. В своей работе Гражданское неповиновение он скептически относился к правительству, заявляя, что «то правительство лучше всего, которое управляет меньше всего». Его часто называют анархо-индивидуалистом, хотя он никогда не был бунтарем. Джосайя Уоррен в конце XIX века был видным сторонником варианта мютюэлизма под названием «справедливая торговля» — системы справедливой торговли, при которой цена товара основана на трудовых усилиях, а не на стоимости производства. Бенджамин Такер, также испытавший влияние Прудона, был редактором известного анархистского журнала Liberty и сторонником индивидуализма.
В тени индивидуализма находилось и анархо-христианство, а также некоторые очаги социализма, особенно в Чикаго. Именно после кровавых протестов в Чикаго в 1886 году анархистское движение стало известно по всей стране. Однако анархизм быстро пошел на спад, когда его стали ассоциировать с террористическим насилием.
Важной заботой американского индивидуалистического анархизма была свободная любовь. Свободная любовь особенно подчеркивала права женщин, поскольку большинство сексуальных законов дискриминировали женщин, например, законы о браке и меры против контроля рождаемости. Среди них выделялись открытая бисексуальная радикалка Эдна Сент-Винсент Миллей и лесбиянка-анархистка Маргарет Андерсон. Дискуссионные группы, организованные деревенскими жителями, посещала, в частности, Эмма Гольдман.
Жаркие дебаты среди американских индивидуалистов-анархистов той эпохи велись по поводу естественных прав против эгоистических подходов. Сторонники естественных прав утверждали, что без них возобладает жестокость, в то время как эгоисты предлагали, что такого права не существует, оно лишь ограничивает личность. Бенджамин Такер, который пытался определить научную основу для морального права или неправа, в конечном итоге встал на сторону последних.
Современные школы, также называемые школами Феррера, были школами, созданными в Соединенных Штатах в начале XX века. Они были созданы по образцу Современной школы Франсиско Феррера, каталонского педагога и анархиста. Они были важной частью анархистского, свободного школьного, социалистического и рабочего движений в Соединённых Штатах, стремясь дать образование рабочим классам со светской, классово-сознательной точки зрения. Современные школы проводили дневные академические занятия для детей и вечерние лекции по продолжению образования для взрослых. Первая и самая известная из современных школ была открыта в Нью-Йорке в 1911 году. Её основали известные анархисты, в том числе Леонард Эббот, Александр Беркман, Вольтерина де Клейр и Эмма Гольдман. В школе использовались методы и оборудование Монтессори, а также подчеркивалась академическая свобода, а не фиксированные предметы, такие как правописание и арифметика.

### В Европе и искусстве
Индивидуалистический анархизм в Европе анархизм исходил из корней, заложенных Уильямом Годвином и Максом Штирнером. Многие художники, поэты и писатели, заинтересованные в свободе, исследовали различные аспекты анархизма. Анархо-индивидуалисты были больше заинтересованы в развитии личности, оспаривании социальных норм и требовании сексуальной свободы, чем в участии в социальной борьбе.

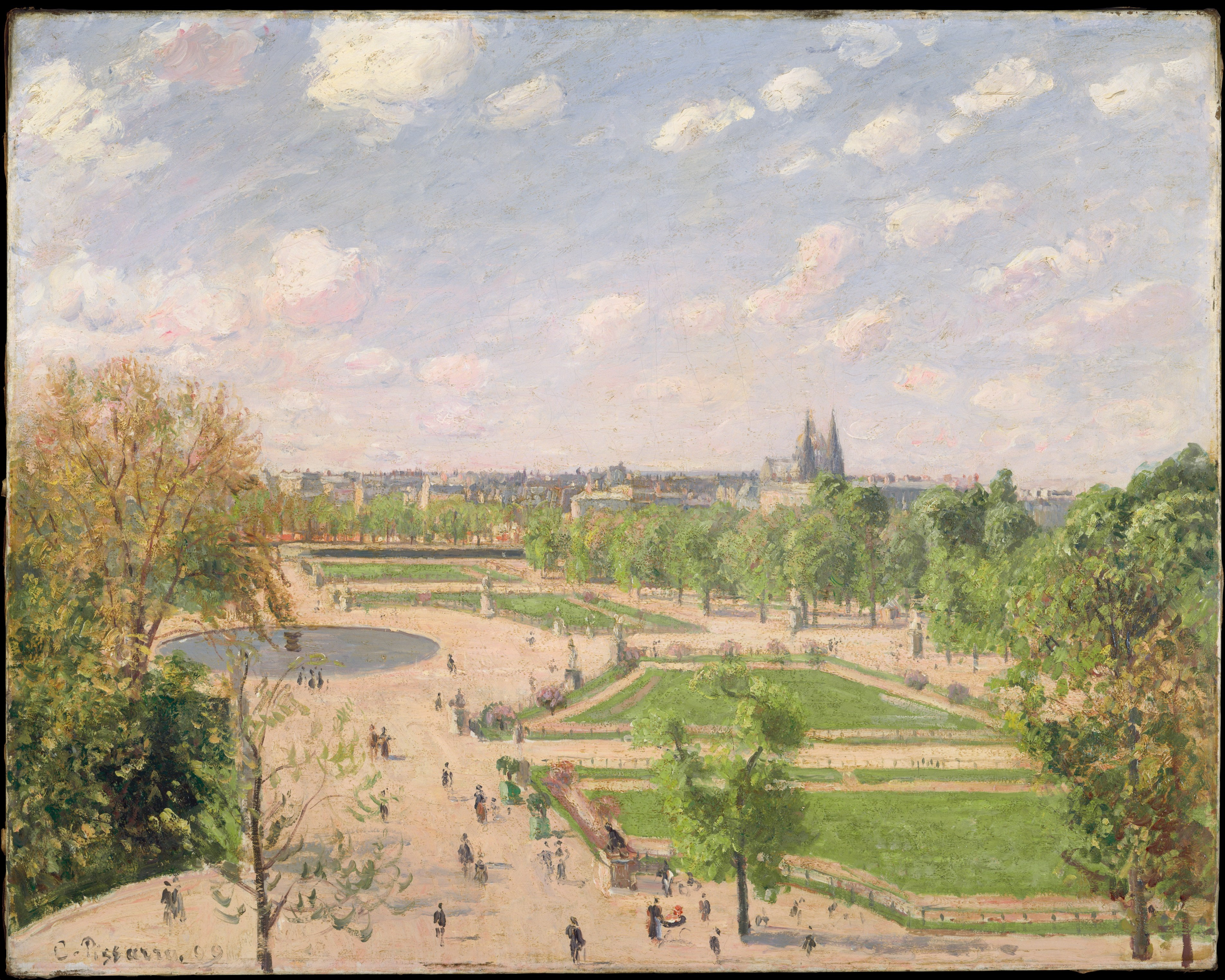
Социальная теория анархизма была параллельна эстетике неоимпрессионизма. Оба течения выступали за гармоничное сочетание природы, физических законов, науки и общества как синтез идеалов и реальности. Картина Писсарро Сад Тюильри весенним утром 1899 года

Во Франции художественное и индивидуалистическое направление анархизма формировало новое культурное движение на рубеже веков, в котором было меньше социальной составляющей и больше личного бунта против норм. Импрессионистов и художников-неоимпрессионистов привлекал анархизм, в первую очередь француза Камиля Писсарро. Писатели-модернисты с анархистскими наклонностями, такие как Генрик Ибсен и Джеймс Джойс, создали впечатление, что «сам модернизм можно понимать как эстетическую реализацию анархистской политики». Дадаизм возник из индивидуалистов, стремившихся использовать искусство для достижения полной свободы. Он повлиял на другие течения, такие как сюрреализм, а его сторонники сыграли важную роль в Берлинском восстании 1918 года. Один из главных индивидуалистических анархистских журналов во Франции, L'Anarchie, был основан в 1905 году. Знаменитым индивидуалистом был штирнерист Эмиль Арман, который защищал полиаморию и гомосексуализм.

## Период после Второй Мировой
После окончания Испанской революции и Второй мировой войны анархистское движение стало «призраком» себя прежнего, как провозгласил историк анархизма Джордж Вудкок. В своей работе Anarchism: A History of Libertarian Ideas and Movements, опубликованной в 1962 году, он писал, что после 1936 года это был «призрак, не внушающий ни страха правительствам, ни надежды народам, ни даже интереса газетчикам». Капитализм продолжал развиваться на протяжении всего послевоенного периода, несмотря на предсказания марксистских учёных о том, что он скоро рухнет под действием собственных противоречий, однако анархизм получил неожиданный всплеск популярности в 1960-е годы. Причинами этого считались постепенная демистификация Советского Союза и напряженность в кульминационный момент холодной войны. Новые левые, возникшие в 1950-х годах, были либертарианским социалистическим движением, которое было ближе к анархизму. Такие видные мыслители, как Герберт Маркузе и Райт Миллс, критически относились к американскому и советскому марксизму.

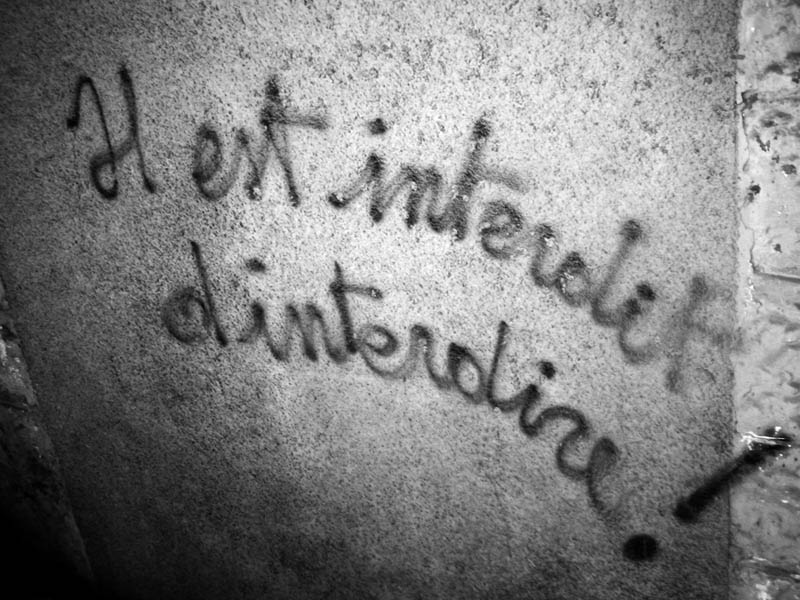
Il est interdit d’interdire! (Запрещено запрещать!), лозунг на стене во Франции, 1968 год. Многие лозунги, критикующие истеблишмент, нашли отклик у анархистов в период гражданских волнений во Франции. Среди других лозунгов были такие: Ни богов, ни хозяев!; Чем больше потребляешь, тем меньше живешь!; Вся власть воображению!; Будь реалистом: требуй невозможного!

Во Франции в мае 1968 года волна протестов и демонстраций противостояла правому правительству Шарля де Голля. Несмотря на то, что анархисты играли минимальную роль, майские события оказали значительное влияние на анархизм. Это были огромные демонстрации, толпы которых в некоторых местах достигали миллиона участников. Во многих крупных городах были объявлены забастовки с участием семи миллионов рабочих — всё это было организовано на низовом уровне, снизу вверх и спонтанно. В университетах, лицеях и в районах были созданы различные комитеты, в основном с антиавторитарной направленностью. Были выдвинуты лозунги, перекликающиеся с либертарными идеями, такие как: «Я принимаю свои желания за реальность, потому что я верю в реальность своих желаний». Хотя дух событий склонялся в основном к либертарному коммунизму, некоторые авторы проводят связь с анархизмом. Волна протестов ослабла, когда была повышена зарплата на 10 % и объявлены национальные выборы, но требования реформистов были выполнены лишь частично. Тем не менее, события 1968 года вдохнули новую уверенность в анархизм, поскольку управление рабочими, самоопределение, низовая демократия, антиавторитаризм и спонтанность вновь стали актуальными. После десятилетий пессимизма 1968 год ознаменовал возрождение анархизма, либо как отдельной идеологии, либо как части других общественных движений.
Ситуационистский интернационал, основанный в 1957 году, получил широкую известность во время событий 1968 года с главным аргументом, что жизнь превратилась в «спектакль» из-за разъедающего влияния капитализма. Позже, в 1972 году, он распался. В конце 1960-х годов расцвел анархо-феминизм. Он атаковал государство, капитализм и патриархат и был организован децентрализованным образом. Когда экологический кризис стал представлять большую угрозу для планеты, Мюррей Букчин разработал новое поколение анархистской мысли. В своей теории социальной экологии он утверждает, что определённые социальные практики и приоритеты угрожают жизни на Земле. Далее он определяет причину таких практик как социальное угнетение. Либертарианский муниципализм был его главным достижением анархистской мысли — предложение о вовлечении людей в политическую борьбу в децентрализованных федеративных деревнях или городах.

### Современный анархизм

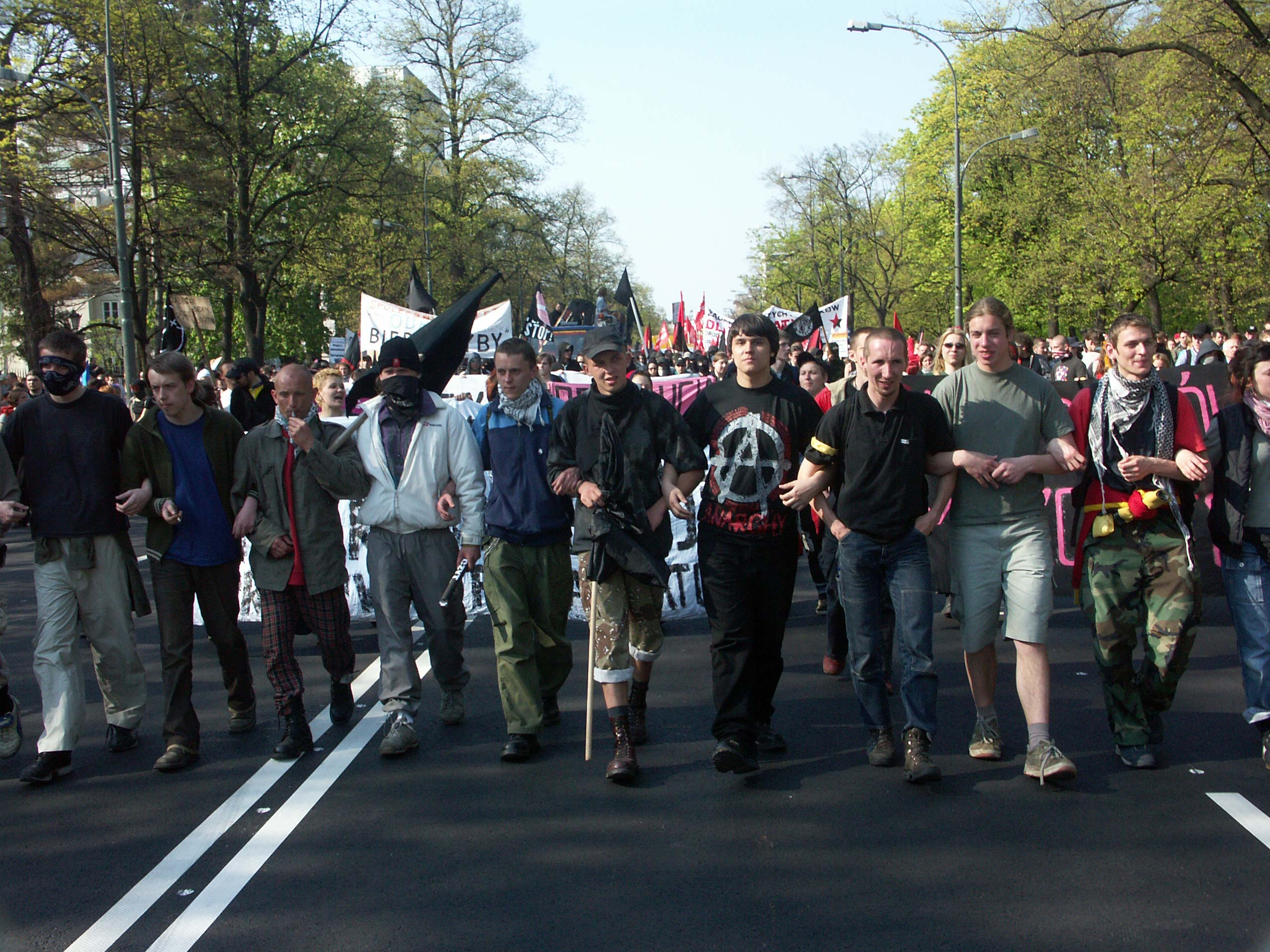
Анархизм является одним из важных элементов движения против глобализации. Анархический блок марширует в Варшаве, 2004 год

В современную эпоху анархизм изменился, поскольку традиционные линии или идеи XIX века были оставлены. Большинство анархистов сейчас — это молодые активисты, осведомленные о феминистских и экологических проблемах. Они участвуют в контркультуре, Black power, создании временных автономных зон и таких мероприятиях, как Карнавал против капитала. Эти движения не анархистские, а скорее имеющие анархистскую окраску.
На рубеже XXI века в Мексике произошло ещё одно восстание. Сапатисты взяли под контроль большую территорию в штате Чьяпас. Они были организованы по автономной, самоуправляемой модели, которая имеет много параллелей с анархизмом и вдохновила многих молодых анархистов на Западе. Другой регион без гражданства, который ассоциируется с анархизмом, — это курдский район Рожава на севере Сирии. Конфликт там возник во время гражданской войны в Сирии, а децентрализованная модель Рожавы основана на идеях Букчина о либертарном муниципализме и социальной экологии в светских рамках и этническом разнообразии. Проекты Чьяпаса и Рожавы, основатели которых от марксистских истоков сблизились с анархистскими позициями, имеют одну и ту же цель — создать либертарное сообщество, несмотря на то, что окружены государственным аппаратом.
Популярность и влияние анархизма росли в рамках антивоенного, антикапиталистического и антиглобализационного движений. Майя Рамнат назвала те общественные движения, которые используют анархистские принципы такие как: безлидерность, прямая демократия, но называют себя анархистами со строчной буквой «а», а более традиционные формы анархизма — с прописной «А». Анархисты стали известны своим участием в протестах против таких встреч, как Всемирная торговая организация в Сиэтле в 1999 году, Группа восьми в 2001 году и Всемирный экономический форум, как часть движения против глобализации. Некоторые анархистские фракции на этих протестах участвовали в беспорядках, уничтожении имущества и жестоких столкновениях с полицией. Эти действия были спровоцированы специальными, безлидерными, анонимными группами, известными как чёрные блоки. Другие организационные тактики, впервые примененные в этот период, включают культуру безопасности, аффинити-группы и использование децентрализованных технологий, таких как Интернет. Движение Оккупируй Уолл-стрит имеет корни в анархистской философии.
По словам учёного-анархиста Саймона Критчли, «современный анархизм можно рассматривать как мощную критику псевдолибертарианства современного неолиберализма (…) Можно сказать, что современный анархизм — это ответственность, будь то сексуальная, экологическая или социально-экономическая; он вытекает из опыта совести по поводу разнообразных способов, которыми Запад разоряет остальных; это этическое возмущение по поводу зияющего неравенства, обнищания и бесправия, которые так ощутимы на местном и глобальном уровнях».

### На русском языке
Книги
- Бакунин М. А. Государственность и анархия. — АСТ, 2019. — 247 с. — ISBN 9785041956806.

### На других языках
Книги
- Adams, Ian. Political Ideology Today (англ.). — Manchester University Press, 2001. — 315 p. — ISBN 978-0-7190-3347-6.
- Avrich, Paul. The Haymarket Tragedy (англ.). — Princeton: Princeton University Press, 1984. — Vol. 2. — 535 p. — ISBN 978-0-691-00600-0.
- Avrich, Paul. Anarchist Voices: An Oral History of Anarchism in America (англ.). — Princeton University Press, 2005. — 574 p. — ISBN 978-0-691-04494-1.
- Avrich, Paul. The Russian Anarchists (англ.). — Stirling: AK Press, 2006. — 320 p. — ISBN 978-1-904859-48-2.
- Barclay, Harold B. People without government: an anthropology of anarchy (англ.). — Kahn & Averill, 1990. — 162 p. — ISBN 978-1-871082-16-6.
- Bantman, Constance. The Era of Propaganda by the Deed // The Palgrave Handbook of Anarchism (англ.) / eds. Levy, Carl; Adams, Matthew S. — Springer, 2019. — P. 371—389. — ISBN 978-3-030-09280-1.
- Beevor, Antony. The Battle for Spain: The Spanish Civil War 1936–1939 (англ.). — London: Weidenfeld & Nicolson, 2006. — 526 p. — ISBN 978-0-297-84832-5.
- Berry, David. Anarchism and 1968 // The Palgrave Handbook of Anarchism (англ.) / eds.  Levy, Carl; Adams, Matthew S. — Springer, 2019. — 750 p. — ISBN 978-3-030-09280-1.
- Billington, James H. Fire in the Minds of Men: Origins of the Revolutionary Faith (англ.). — Transaction Publishers, 1999. — 677 p. — ISBN 978-1-4128-1401-0.
- Birchall, Ian. Sartre Against Stalinism (англ.). — Berghahn Books, 2004. — 242 p. — ISBN 978-1-57181-542-2.
- Bolloten, Burnett. The Spanish Civil War: Revolution and Counterrevolution. — University of North Carolina Press, 1984. — ISBN 978-0-8078-1906-7.
- Bolloten, Burnett. The Spanish Civil War: Revolution and Counterrevolution (англ.). — University of North Carolina Press, 1991. — 1074 p. — ISBN 978-0-8078-1906-7.
- Bookchin, Murray. Individualist Anarchism and Reaction // Social Anarchism Or Lifestyle Anarchism: An Unbridgeable Chasm (англ.). — AK Press, 1995. — ISBN 978-1-873176-83-2.
- Carlson, Andrew. Philosophical Egoism: German Antecedents // Anarchism in Germany (англ.). — Scarecrow Press, 1972. — 448 p. — ISBN 978-0-8108-0484-5.
- Cornell, Andrew. Unruly Equality: U.S. Anarchism in the Twentieth Century (англ.). — University of California Press, 2016. — 399 p. — ISBN 978-0-520-96184-5.
- Critchley, Simon. Infinitely Demanding: Ethics of Commitment, Politics of Resistance (англ.). — Verso Books, 2013. — 179 p. — ISBN 978-1-78168-017-9.
- D'Agostino, Anthony. Anarchism and Marxism in the Russian Revolution // The Palgrave Handbook of Anarchism (англ.) / eds. Levy, Carl; Adams, Matthew S. — Springer, 2019. — P. 409—429. — ISBN 978-3-030-09280-1.
- de Acosta, Alejandro. Two undecidable questions for thinking in which anything goes // Contemporary Anarchist Studies: An Introductory Anthology of Anarchy in the Academy (англ.) / ed. Randall, Amster. — Routledge, 2009. — 318 p. — ISBN 978-0-415-47402-3.
- Dirlik, Arif. Anarchism in the Chinese Revolution (англ.). — Berkeley: University of California Press, 1991. — 326 p. — ISBN 978-0-520-07297-8.
- Dirlik, Arif. Anarchism and the Question of Place: Thoughts from the Chinese experience // Anarchism and Syndicalism in the Colonial and Postcolonial World, 1870—1940 (англ.) / eds. Hirsch, Steven;  van der Walt, Lucien. — Brill, 2010. — P. 131—147. — ISBN 978-9004188488.
- Dodson, Edward. The Discovery of First Principles (англ.). — AuthorHouse, 2002. — Vol. 2. — 604 p. — ISBN 978-0-595-24912-1.
- Dupuis-Déri, Francis. From the Zapatistas to Seattle: The «New Anarchists» // The Palgrave Handbook of Anarchism (англ.) / eds. Levy, Carl; Adams, Matthew S. — Springer, 2019. — P. 471—489. — ISBN 978-3-030-09280-1.
- Edwards, Stewart. Selected Writings of Pierre-Joseph Proudhon (англ.). — Anchor Books, 1969. — 276 p. — ISBN 9780598059338.
- Engel, Barbara. Mothers and Daughters (англ.). — Evanston: Northwestern University Press, 2000. — 239 p. — ISBN 978-0-8101-1740-2.
- Firth, Rhiannon. Utopianism and Intentional Communities // The Palgrave Handbook of Anarchism (англ.) / eds. Levy, Carl; Adams, Matthew S. — Springer, 2019. — P. 491—511. — ISBN 978-3-030-09280-1.
- Foner, Philip Sheldon. May day: a short history of the international workers' holiday, 1886—1986 (англ.). — New York: International Publishers, 1986. — 184 p. — ISBN 978-0-7178-0624-9.
- Goldman, Emma. Preface // My Disillusionment in Russia (англ.). — New York: Dover Publications, 2003. — P. xx. — ISBN 978-0-486-43270-0.
- Goodway, David. Anarchist Seeds Beneath the Snow: Left-Libertarian Thought and British Writers from William Morris to Colin Ward (англ.). — PM Press, 2006. — 401 p. — ISBN 978-1-60486-221-8.
- Goodway, David. For Anarchism (RLE Anarchy) (англ.). — Routledge, 2013. — 297 p. — ISBN 978-1-135-03756-7.
- Graham, Robert. Anarchism: From anarchy to anarchism (300 CE to 1939) (англ.). — Black Rose Books, 2005. — ISBN 978-1-55164-250-5.
- Graham, Robert. Anarchism and the First International // The Palgrave Handbook of Anarchism (англ.) / eds. Levy, Carl; Adams, Matthew S. — Springer, 2019. — P. 325—343. — ISBN 978-3-030-09280-1.
- Joll, James. The Anarchists (англ.). — Harvard University Press, 1975. — 299 p. — ISBN 9780674036413.
- Jun, Nathan J.; Wahl, Shane. New Perspectives on Anarchism (англ.). — Rowman & Littlefield, 2010. — 505 p. — ISBN 978-0-7391-3241-8.
- Hutton, John G. Neo-Impressionism and the Search for Solid Ground: Art, Science, and Anarchism in Fin-de-siecle France (англ.). — Baton Rouge, Louisiana: Louisiana State University Press, 1994. — 276 p. — ISBN 978-0-8071-1823-8.
- Katz, Jonothan. Gay American History: lesbians and gay men in the U.S.A. (англ.). — Hearst Corporation, 1976. — ISBN 978-0-380-40550-3.
- Kinna, Ruth; Prichard, Alex. Anarchism Past, present, and utopia // Contemporary Anarchist Studies: An Introductory Anthology of Anarchy in the Academy / ed. Amster, Randall. — Routledge, 2009. — 318 p. — ISBN 978-0-415-47402-3.
- Laursen, Ole Birk. Anti-Imperialism // The Palgrave Handbook of Anarchism (англ.) / eds. Levy, Carl; Adams, Matthew S. — Springer, 2019. — P. 149—169. — ISBN 978-3-030-09280-1.
- Levy, Carl; Newman, Saul. The Anarchist Imagination: Anarchism Encounters the Humanities and the Social Sciences (англ.). — Routledge, 2019. — 278 p. — ISBN 978-1-138-78276-1.
- Long, Roderick T. The Routledge Companion to Social and Political Philosophy (англ.) / eds. Gaus, Gerald F.; D'Agostino, Fred. — Routledge, 2013. — 841 p. — ISBN 978-0-415-87456-4.
- Marshall, Peter H. Demanding the Impossible: A History of Anarchism (англ.). — Fontana, 1993. — 767 p. — ISBN 978-0-00-686245-1.
- Mbah, Sam; Igariwey, I. E. African Anarchism: The History of a Movement (англ.). — See Sharp Press, 1997. — 119 p. — ISBN 978-1-884365-05-8.
- McElroy, Wendy. The Debates of Liberty: An Overview of Individualist Anarchism, 1881—1908 (англ.). — Lexington Books, 2003. — 203 p. — ISBN 9780739104736.
- McKinley, C. Alexander. The French Revolution and 1848 // The Palgrave Handbook of Anarchism (англ.) / eds. Levy, Carl; Adams, Matthew S. — Springer, 2019. — P. 307—325. — ISBN 978-3-030-09280-1.
- McLaughlin, Paul. Anarchism and Authority: A Philosophical Introduction to Classical Anarchism (англ.). — Routledge, 2007. — 210 p. — ISBN 978-1-317-18151-4.
- Montgomery, Robert H. Sacco-Vanzetti: The Murder and the Myth (англ.). — New York: Devin-Adair, 1960. — 370 p.
- Moya, Jose C. Transference, culture, and critique The Circulation of Anarchist Ideas and Practices // In Defiance of Boundaries: Anarchism in Latin American History (англ.) / ed. de Laforcade, Geoffroy; Shaffer, Kirwin R. — University Press of Florida, 2015. — 388 p. — ISBN 978-0-8130-5138-3.
- Nettlau, Max. A Short History of Anarchism (англ.). — Freedom Press, 1996. — 448 p. — ISBN 978-0-900384-89-9.
- Nomad, Max. The Anarchist Tradition // Revolutionary Internationals 1864 1943 (англ.) / ed. Drachkovitch, Milorad M. — Stanford University Press, 1966. — P. 88. — ISBN 978-0-8047-0293-5.
- Ossar, Michael. Anarchism in the Dramas of Ernst Toller: The Realm of Necessity and the Realm of Freedom (англ.). — SUNY Press, 1980. — 194 p. — ISBN 978-0-87395-393-1.
- Paul, Thomas. Karl Marx and the Anarchists (англ.). — London: Routledge & Kegan Paul, 1985. — P. 142. — ISBN 978-0-7102-0685-5.
- Pengam, Alain. Anarchist-Communism // Non-Market Socialism in the Nineteenth and Twentieth Centuries (англ.) / eds. Rubel, Maximilien; Crump, John. — St. Martin's Press, 1987. — 187 p. — ISBN 978-0312005245.
- Pernicone, Nunzio. Italian Anarchism, 1864—1892 (англ.). — Princeton University Press, 2016. — 342 p. — ISBN 978-0-691-63268-1.
- Pugliese, Stanislao G. Fascism, Anti-Fascism, and the Resistance in Italy: 1919 to the Present (англ.). — Rowman & Littlefield Publishers, 2004. — 320 p. — ISBN 978-0-7425-7971-2.
- Ramnath, Maia. Non-Western Anarchisms and Postcolonialism // The Palgrave Handbook of Anarchism (англ.) / eds. Levy, Carl; Adams, Matthew S. — Springer, 2019. — P. 677—697. — ISBN 978-3-030-09280-1.
- Rapp, John A. Daoism and Anarchism: Critiques of State Autonomy in Ancient and Modern China (англ.). — A&C Black, 2012. — 240 p. — ISBN 978-1-4411-3223-9.
- Ross, Carne. Preface // The Palgrave Handbook of Anarchism (англ.) / eds. Levy, Carl; Adams, Matthew S. — Springer, 2019. — 750 p. — ISBN 978-3-030-09280-1.
- Rupert, Mark. Globalization and International Political Economy (англ.). — Lanham: Rowman & Littlefield Publishers, 2006. — P. 66. — ISBN 978-0-7425-2943-4.
- Ryley, Peter. Individualism // The Palgrave Handbook of Anarchism (англ.) / eds. Levy, Carl; Adams, Matthew S. — Springer, 2019. — P. 225—237. — ISBN 978-3-030-09280-1.
- Schofield, Malcolm. The Stoic Idea of the City (англ.). — University of Chicago Press, 1999. — 176 p. — ISBN 978-0-226-74006-5.
- Sheehan, Seán. Anarchism (англ.). — Reaktion Books, 2003. — 175 p. — ISBN 978-1-86189-169-3.
- Skirda, Alexandre. Facing the Enemy: A History of Anarchist Organization from Proudhon to May 1968. — AK Press in conjunction with Kate Sharpley Library, 2002. — 292 p. — ISBN 978-1-902593-19-7.
- Thomas, Hugh. The Spanish Civil War (англ.). — London: Penguin Books, 2001. — 1096 p. — ISBN 978-0-14-101161-5.
- Thomas, Paul. Karl Marx and the Anarchists (англ.). — London: Routledge & Kegan Paul, 1985. — P. 142. — ISBN 978-0-7102-0685-5.
- Turcato, Davide. Anarchist Communism // The Palgrave Handbook of Anarchism (англ.) / eds. Levy, Carl; Adams, Matthew S. — Springer, 2019. — P. 237—249. — ISBN 978-3-030-09280-1.
- Wilbur, Shawn P. Mutualism // The Palgrave Handbook of Anarchism (англ.) / eds. Levy, Carl; Adams, Matthew S. — Springer, 2019. — P. 213—225. — ISBN 978-3-030-09280-1.
- Woodcock, George. Anarchism: A History of Libertarian Ideas and Movements (англ.). — Melbourne: Penguin Press, 1986. — 446 p. — ISBN 978-0-140-22697-3.
- Yeoman, James Michael. The Spanish Civil War // The Palgrave Handbook of Anarchism (англ.) / eds. Levy, Carl; Adams, Matthew S. — Springer, 2019. — P. 429—449. — ISBN 978-3-030-09280-1.
- Zimmer, Kenyon. Haymarket and the Rise of Syndicalism // The Palgrave Handbook of Anarchism (англ.) / eds. Levy, Carl; Adams, Matthew S. — Springer, 2019. — P. 353—371. — ISBN 978-3-030-09280-1.

Статьи
- Anderson, Benedict. In the world-shadow of Bismarck and Nobel (англ.) // New Left Review : журнал. — 2004. — July (vol. 28).
- Avrich, Paul. The Legacy of Bakunin (англ.) // The Russian Review : журнал. — 1970. — April (vol. 29, no. 2). — P. 129—142. — doi:10.2307/127358. — JSTOR 127358.
- Avrich, Paul. Rev. of Reinventing Anarchy (англ.) // Labor History : журнал. — 1982. — Vol. 23. — P. 440. — ISSN 0023-656X. — doi:10.1080/00236568208584667.
- Berry, David. «Fascism or Revolution!» Anarchism and Antifascism in France, 1933—39 (англ.) // Contemporary European History : журнал. — 1999. — Vol. 8, no. 1. — P. 51—71. — doi:10.1017/S0960777399000132. — JSTOR 20081690.
- Conversi, Daniele. Anarchism, Modernism, and Nationalism: Futurism's French Connections, 1876—1915 (англ.) // The European Legacy : журнал. — 2016. — 9 May (vol. 21, no. 8). — P. 791—811. — ISSN 1084-8770. — doi:10.1080/10848770.2016.1180864.
- Crone, Patricia. Ninth-Century Muslim Anarchists (англ.) // Past & Present : журнал. — 2000. — Vol. 168. — P. 3—28. — doi:10.1093/past/167.1.3..
- Evren, Süreyyya; Kinna, Ruth. George Woodcock: The Ghost Writer of Anarchism (англ.) // Anarchist Studies : журнал. — 2015. — Vol. 23, no. 1. — P. 47. — ISSN 2633-8270.
- Fiala, Andrew. Political Skepticism and Anarchist Themes in the American Tradition (англ.) // European Journal of Pragmatism and American Philosophy : журнал. — 2013. — Vol. 2, no. 2. — doi:10.4000/ejpap.545.
- Gibson, Morgan Rodgers. The «Anarchism» of the Occupy Movement (англ.) // Australian Journal of Political Science. — 2013. — Vol. 48, no. 3. — P. 335—348. — doi:10.1080/10361146.2013.820687.
- Graeber, David; Grubacic, Andrej. Anarchism, Or The Revolutionary Movement Of The Twenty-first Century (англ.). Znet (6 января 2004). Архивировано 17 марта 2008 года.
- Holborow, Marnie. Daring But Divided (Reviews & Culture) (англ.). Socialist Worker (9 ноября 2002).
- Ivianski, Zeev. Source of Inspiration for Revolutionary Terrorism — The Bakunin — Nechayev Alliance (англ.) // Journal of Conflict Studies : журнал. — 1988. — Vol. 8, no. 3. — P. 49—68.
- Levy, Carl. Anarchism, Internationalism and Nationalism in Europe, 1860–1939 (англ.) // Australian Journal of Politics and History : журнал. — 2004. — Vol. 50, no. 3. — P. 330—342. — doi:10.1111/j.1467-8497.2004.00337.x..
- Levy, Carl. Social Histories of Anarchism (англ.) // Journal for the Study of Radicalism : журнал. — 2010. — Vol. 4, no. 2. — P. 1—44. — ISSN 1930-1197. — doi:10.1353/jsr.2010.0003.
- Roslak, Robyn S. The Politics of Aesthetic Harmony: Neo-Impressionism, Science, and Anarchism (англ.) // The Art Bulletin : журнал. — 1991. — Vol. 73, no. 3. — P. 381—390. — ISSN 0004-3079. — doi:10.2307/3045811. — JSTOR 3045811.
- Schmidt, Michael; van der Walt, Lucien. Still fanning the flames: An interview with Michael Schmidt and Lucien van der Walt - Revolution by the Book: The AK Press Blog (англ.). revolutionbythebook.akpress.org (21 декабря 2009).

Статьи в энциклопедиях
- Fiala, Andrew.  ed. Zalta, Edward N: Anarchism (англ.). Stanford Encyclopedia of Philosophy (3 октября 2017).
- Forman, Michael. The International Encyclopedia of Revolution and Protest (англ.) / ed. Ness, Immanuel. — John Wiley & Sons, 2009. — Vol. 8: 1500 to the Present. — 4280 p. — ISBN 978-1-4051-8464-9.
- Lehning, Arthur. Anarchism // Dictionary of the History of Ideas (англ.). — 2003. — Vol. 1. — P. 71—76. — ISBN 0-684-31377-4. Архивировано 9 сентября 2006 года.
- Leopold, David.  ed. Zalta, Edward N: Max Stirner (англ.). Stanford Encyclopedia of Philosophy (2015).
- Miller, Martin A.; Woodcock, George; Dirlik, Arif; Rosemont, Franklin. Anarchism (англ.). Encyclopedia Britannica (14 ноября 2018). Архивировано 14 сентября 2018 года.
- Miller, David. The Blackwell Encyclopaedia of Political Thought (англ.). — John Wiley & Sons, 1991. — 588 p. — ISBN 978-0-631-17944-3.
- Philip, Mark.  ed. Zalta, Edward N: William Godwin (англ.). Stanford Encyclopedia of Philosophy (20 мая 2016).